# Fontane di Napoli
Le fontane di Napoli sono parte integrante della storia cittadina dall'età classica, arricchendo ulteriormente (assieme alle edicole sacre ma soprattutto alle scale, vero e proprio elemento distintivo della città) il panorama dell'urbanistica e dell'architettura partenopea.
(Matilde Serao, Leggende napoletane)

## L'approvvigionamento

### Il problema di condurre le acque in città: gli acquedotti
L’acquedotto più antico di Napoli è quello della Bolla, che ha fornito acqua alla città per oltre duemila anni. Il suo percorso iniziava dalle colline nell'entroterra casertano, attraversando la pianura conosciuta come Bolla o Volla, da cui prende il nome, per arrivare nella zona di Stadera. L’acqua veniva distribuita inizialmente nelle seguenti aree: Loreto, Mercato, Dogana, Annunziata e Cappella Vecchia.
L'antichità di questa struttura è testimoniata anche da eventi storici significativi, come quello del 537 d.C., quando il generale Belisario cercò di scacciare i Goti dalla città. Per conquistare Napoli, Belisario iniziò l’assedio interrompendo l’acquedotto Claudio, che poi venne distrutto nel corso dei secoli. Tuttavia, la popolazione non soffrì la carenza di acqua grazie alla presenza dell’acquedotto della Bolla, che dimostrò di essere sufficiente a soddisfare le esigenze idriche della città in quel periodo.
In epoca moderna, con la crescita demografica, la peste del 1528 e la nuova organizzazione urbana, il viceré Don Pedro de Toledo decise di ampliare l’acquedotto della Bolla. I lavori furono affidati all’ingegnere Antonio Lettieri, che pensò anche di ripristinare una parte dell’acquedotto Claudio. Con queste modifiche, anche le zone di Palazzo Reale, Vicaria, Tribunali, Foria, Santa Lucia e Toledo ottennero un adeguato approvvigionamento idrico.
Tuttavia, tali miglioramenti non si rivelarono sufficienti a soddisfare le crescenti necessità della città, che già soffriva del fenomeno dell'urbanesimo. Il terremoto del 1626 e i danni ad esso legati resero ancora più precario l’approvvigionamento idrico, costringendo a un ulteriore intervento. Per far fronte a questa carenza, fu deciso di convogliare verso Napoli l’acqua del fiume Faenza, proveniente da Airola, vicino a Sant'Agata de' Goti. I lavori furono diretti dall’ingegnere Alessandro Ciminelli e finanziati dal nobile Cesare Carmignano, da cui l’acquedotto prese il nome. Grazie a questi lavori, la città poté alimentare numerose fontane e mulini. Inoltre, l’acquedotto del Carmignano si univa a quello della Bolla, permettendo di estendere l'approvvigionamento idrico anche alla zona della Villa Reale.
Le zone collinari della città non furono raggiunte da un acquedotto fino alla costruzione di quello del Serino nel XIX secolo. In attesa, queste aree utilizzarono cisterne per raccogliere l'acqua piovana.
L’acquedotto del Serino fu costruito durante il regno di Umberto I di Savoia e sfruttava le acque provenienti dalle sorgenti del Serino. Fu realizzato durante il Risanamento, e l'acqua veniva raccolta in due grandi serbatoi, uno a Capodimonte e l'altro allo Scudillo. Per celebrare l’inaugurazione di questo acquedotto, fu costruita una grande fontana circolare nel cuore di piazza del Plebiscito.
Oggi sono ancora visibili numerosi resti di questi acquedotti, sia nel sottosuolo che in superficie, come testimonianza di ingegneria idraulica che ha accompagnato la storia della città per secoli.
Infine, merita menzione la rete di canali, lunga 56 km, costruita in epoca spagnola e ampliata sotto i Borbone nel XIX secolo. Tra i primi architetti coinvolti in questi lavori figurò Domenico Fontana. Questi canali furono realizzati per contrastare le piene del fiume Clanio, che da secoli ostacolavano lo sviluppo della zona, e per favorire l’espansione di Napoli verso nord. Oggi, questi canali sono considerati dei veri e propri capolavori di ingegneria idraulica.

### Le "sorgenti di quartiere": le acque sorgive di Napoli
L'approvvigionamento idrico a Napoli derivava sia dagli acquedotti che dalle acque sorgive, distribuite in varie zone della città.
Tra le sorgenti più celebri, quella del convento di San Pietro Martire si distingueva per la sua leggerezza, freschezza e abbondanza di acqua. Questa sorgente alimentava le ormai scomparse fontane del Tre Cannoli ed era molto apprezzata, non solo dalla popolazione, ma anche da importanti figure storiche, come Carlo V. Prima di lasciare Napoli, infatti, l’imperatore fece rifornire le sue galee con l'acqua proveniente proprio da questo convento.
Quasi ogni rione di Napoli era provvisto di almeno una sorgente d'acqua, e molte di queste sono passate alla storia. Ad esempio, a Santa Lucia, vi erano due acque sorgive, ma quella che ha lasciato le testimonianze più significative è quella che fuoriusciva dal Monte Echia. Altre sorgenti erano situate nei pressi della basilica di San Paolo Maggiore e nel quartiere aristocratico di Chiaia, nonché sulla scogliera del Castel dell'Ovo, zona di Santa Lucia, dove si trovava un’acqua sorgiva particolarmente apprezzata e utilizzata dai Borbone.

## Storia

### Periodo greco-romano

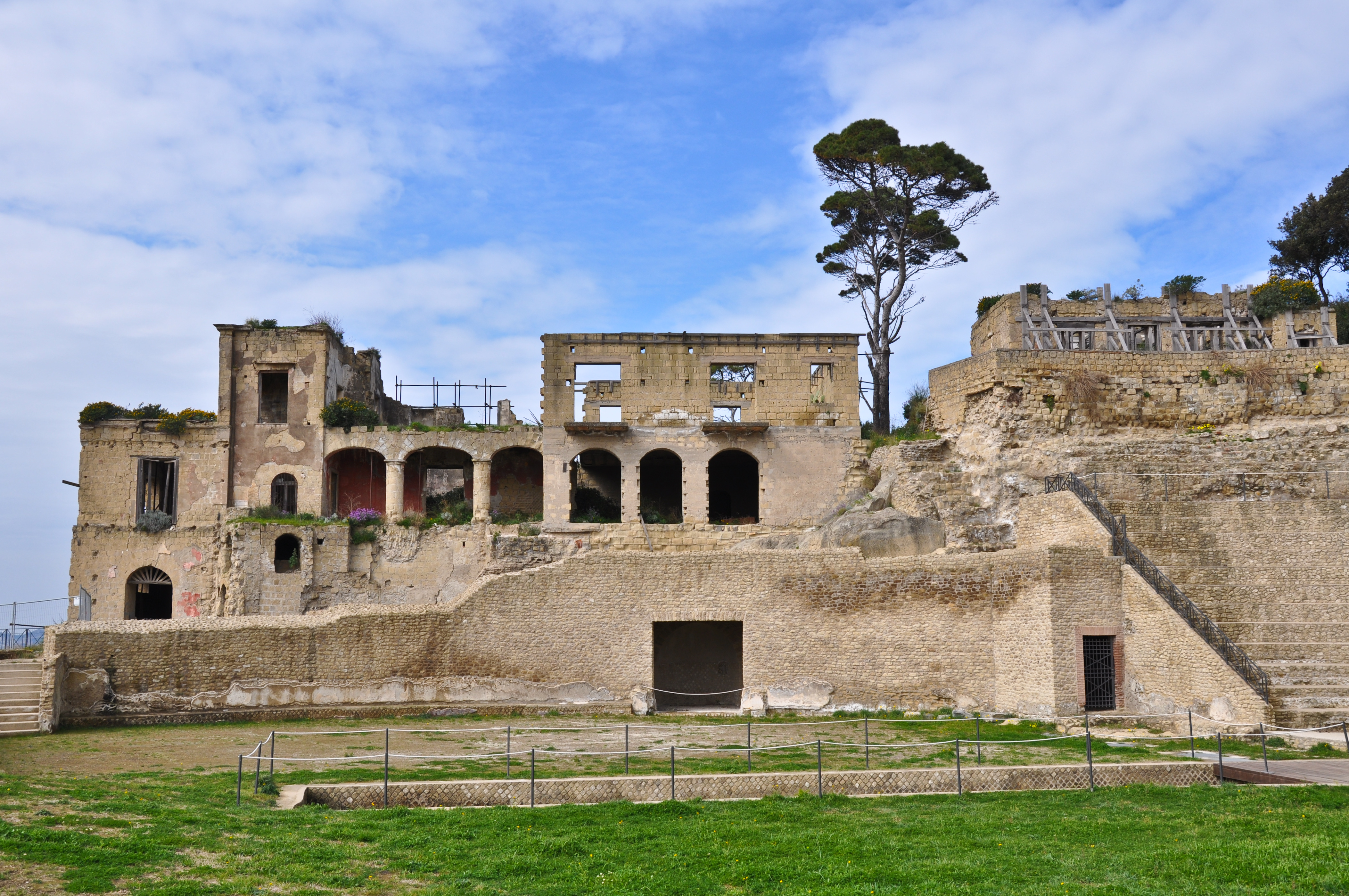
Fontana di epoca romana al centro dei resti del teatro della villa Imperiale di Pausilypon

Le fontane e le acque sorgive della Napoli antica divennero parte integrante della vita del popolo già durante il periodo della Magna Grecia. Oltre alla loro utilità pratica, furono anche oggetto di divinizzazioni e divennero punti di riferimento, con una forte rilevanza anche sotto il profilo socio-religioso ed esoterico. Purtroppo, nessuna fontana greca della città è giunta fino a noi.
In epoca romana, la città si arricchì ulteriormente di strutture idriche. Tra le poche fontane che sono sopravvissute, ricordiamo quella all'interno della villa Imperiale di Pausilypon e quella dell'edificio romano del I secolo d.C. a Carminiello ai Mannesi.

### Dall'età medievale al XVIII secolo

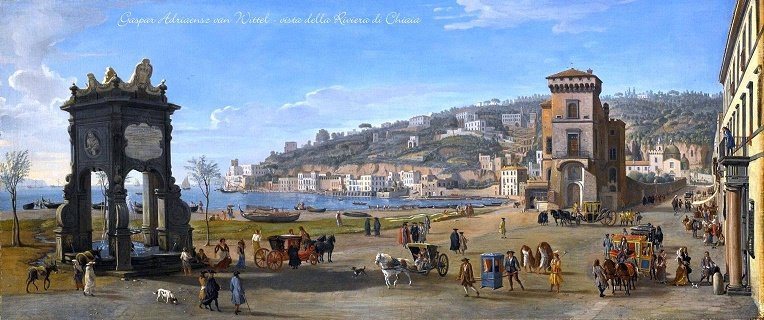
Il distrutto fontanone di Medinacoeli

Nel medioevo, anche a Napoli sorsero raffinate fontane che, come nel periodo antico, univano a una funzione utilitaria anche un'importante funzione decorativa e di arredo urbano. In questo periodo, la città, che era probabilmente la più popolosa d'Occidente, necessitava di nuove risorse idriche, in particolare fontane, un problema che si sarebbe accentuato in età moderna.
Durante la prima metà del Cinquecento, Napoli visse un vero e proprio "boom" di fontane: la popolazione aveva superato i 200 000 abitanti e la domanda di acqua era sempre più urgente. Alcune fontane pubbliche vennero costruite contro muri, chiese, palazzi e altri edifici per evitare che il popolo ostacolasse il traffico nelle piazze o per rispettare le leggi municipali (come nel caso della fontana del Capone). Altre fontane furono erette a scopo celebrativo, come simbolo di un determinato periodo storico o per onorare un sovrano.
Le varie dinastie al potere promuovevano la costruzione di fontane per guadagnarsi il favore popolare, regalando ai cittadini nuove e magnifiche fontane come simbolo della loro generosità e del loro potere. Questo accadde soprattutto fino al XVIII secolo. Come attestato da antiche mappe e documenti, Napoli si ritrovò con un numero impressionante di fontane in vari punti della città.
Le fontane, tuttavia, furono anche "vittime" delle vicende storiche della città. Infatti, accadeva spesso che i sovrani, prima di lasciare Napoli a causa di un cambio di dinastia o per una rivolta popolare, distruggessero o danneggiassero fontane o altre strutture idriche come una sorta di "punizione" verso il "popolo traditore". Altri monumenti vennero addirittura razziati e portati via, come nel caso della pregevole fontana della Venere giacente.

### Dal Risanamento alla prima metà del XX secolo

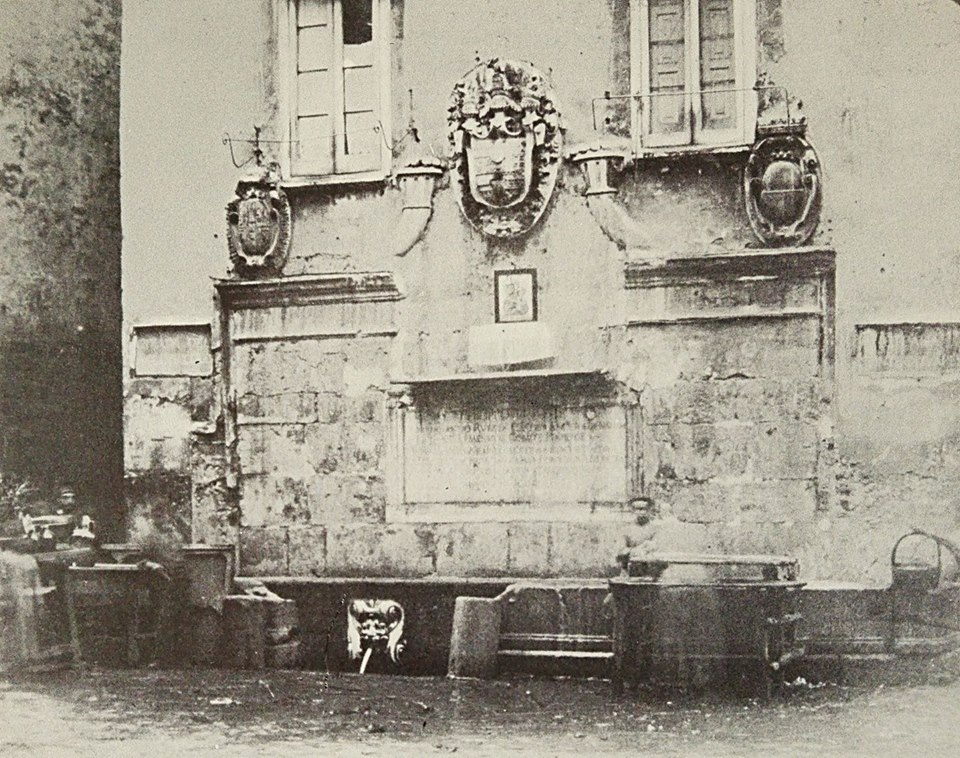
La fontana dell'Aquaquilia, una delle fontane demolite durante il periodo del Risanamento

Fontana del Serino a piazza del Plebiscito nel 1985

Nel corso del tempo, alcuni progetti che prevedevano la costruzione di nuove fontane rimasero solo sulla carta, mentre quelle già esistenti vennero spostate o modificate. Alcune fontane, considerate inopportune, vennero abbattute, come nel caso della fontana del Serino del 1885, installata in piazza del Plebiscito, di cui una parte fu poi spostata a Teano. Questo periodo, noto come Risanamento, fu caratterizzato da numerose demolizioni per motivi igienico-funzionali, che coinvolsero soprattutto i quartieri storici. Le autorità speravano di risolvere i problemi igienico-sanitari che affliggevano i quartieri popolari della città, applicando nuove concezioni urbanistiche che distrussero interi rioni, portando alla demolizione di molte opere storiche.
Un caso emblematico fu la distruzione di numerose strutture idriche situate nei pressi del Cimitero di Poggioreale, di cui oggi ne sopravvive solo una traccia, conservata nel chiostro di Sant'Eligio Maggiore.
Con il fascismo, Napoli divenne il punto di partenza ideale per una politica coloniale, e fu costruita la Mostra d'Oltremare, un grande complesso che comprendeva numerosi edifici e fontane.
Oggi, nonostante i danni subiti e la mancanza di un piano di restauro adeguato, il numero delle fontane storiche di Napoli è ancora considerevole. Si contano oltre centocinquanta fontane storiche (escluse le fontanelle e quelle private in chiostri e palazzi), suddivise in due categorie: quelle monumentali e quelle ornamentali. Altre fontane pubbliche sono conservate nei depositi comunali di Chiatamone, in attesa di restauro e di visibilità.

## Fontane monumentali
Le fontane monumentali di Napoli sono generalmente di dimensioni grandi o medie, fatta eccezione per l'imponente Fontana dell'Esedra (un'opera risalente all'epoca fascista del 1938), che si estende su una superficie di 900 m², rendendola senza dubbio la più grande e monumentale fontana della città. Essa si ispira alla fontana della Reggia di Caserta. A tal proposito, va considerato che anche quest'ultima fontana, quella della Reggia di Caserta, potrebbe essere inclusa tra le fontane monumentali napoletane, poiché il Palazzo Reale di Caserta, come altre architetture del periodo costruite al di fuori delle mura cittadine, facevano parte di un vasto progetto di riqualificazione urbanistica illuminista voluto dalla capitale.
Le fontane monumentali furono realizzate nell'arco di un periodo che va dall'età moderna alla prima metà del XX secolo, eccetto la Fontana del Carciofo (del 1956).
La magnificenza scultorea di molte di queste fontane è dovuta non solo al talento di grandi artisti come Bernini, Domenico Fontana, Michelangelo Naccherino, e altri, ma anche al lavoro di sapienti scultori di botteghe napoletane meno conosciute.
Di seguito vengono presentate alcune delle fontane più grandi, significative e preziose di Napoli, distribuite in diverse zone della città, dai parchi delle residenze reali alle piazze storiche.
- La fontana dell'Esedra (XX secolo) è sita nella Mostra d'Oltremare. È un'opera di Carlo Cocchia e Luigi Piccinato; essa può contenere una massa d'acqua di 4000 m³ ed emettere getti alti fino a 40 metri. Intorno è circondata da ottocento alberi d'alto fusto, soprattutto da pini e lecci. La fontana può contare su 76 vasche ad esedra[21], 1300 ugelli fatti di ottone e di bronzo, dodici fontane a cascata e altrettante elettropompe. Le decorazioni in ceramica sono di Giuseppe Macedonio.
- La fontana del Nettuno (1595-1599) è stata realizzata su disegno di Domenico Fontana e lavorata da Giovanni Domenico D'Auria, Michelangelo Naccherino, Pietro Bernini e Cosimo Fanzago; ha cambiato numerose volte collocazione.
- La fontana del Sebeto (XVII secolo) fu voluta dal viceré Emanuele Zunica e Fonseca conte di Monterey, che ne affidò il progetto e la realizzazione a Cosimo Fanzago. Essa rappresenta le vicende del Sebeto (antico fiume che scorreva nel cuore di Napoli). L'acqua sgorga dai due mostri posti ai lati della struttura; la fontana è caratterizzata da un vecchio simboleggiante il corso d'acqua.
- La fontana di Santa Lucia (XVII secolo) fu voluta dal viceré Giovanni Alfonso Pimentel d'Errera duca di Benavente; a differenza della precedente, è caratterizzata da numerosi bassorilievi. Venne realizzata da Michelangelo Naccherino con la collaborazione di Alessandro Ciminiello, Geronimo d'Auria ed altri.
- La fontana di Monteoliveto (XVII secolo) detta anche di re Carluccio, venne dedicata a Carlo II di Spagna. Alla creazione parteciparono anche Dionisio Lazzari e Cosimo Fanzago. Tra i marmorai si segnalano Bartolomeo Mori, Pietro Sanbarbiero e Giovanni Maiorino.
- La fontana della Tazza di Porfido (XIX secolo), molto probabilmente, è la più antica del complesso vanvitelliano; originariamente la tazza di porfido era locata nel quadriportico della Cattedrale di Salerno. Il piatto circolare, un reperto archeologico proveniente da Paestum, era abbellito anche dal Toro Farnese rinvenuto dalle Terme di Caracalla di Roma e poi rimosso nel 1826 per essere conservato al Museo archeologico nazionale di Napoli (già Real Museo Borbonico). La fontana è detta anche delle quattro stagioni, poiché è delimitata da quattro statue allegoriche.
- La fontana del Gigante (XVII secolo) è stata voluta dal duca d'Alba don Antonio Alvarez di Toledo e creata per opera di Pietro Bernini e di Michelangelo Naccherino. Viene detta del Gigante perché quando si trovava nell'originaria locazione, nei pressi di palazzo reale, era vicina alla colossale statua del Gigante. Ha ispirato l'icona del celeberrimo programma pubblicitario Carosello andato in onda tra il 1957 e il 1977.[22]

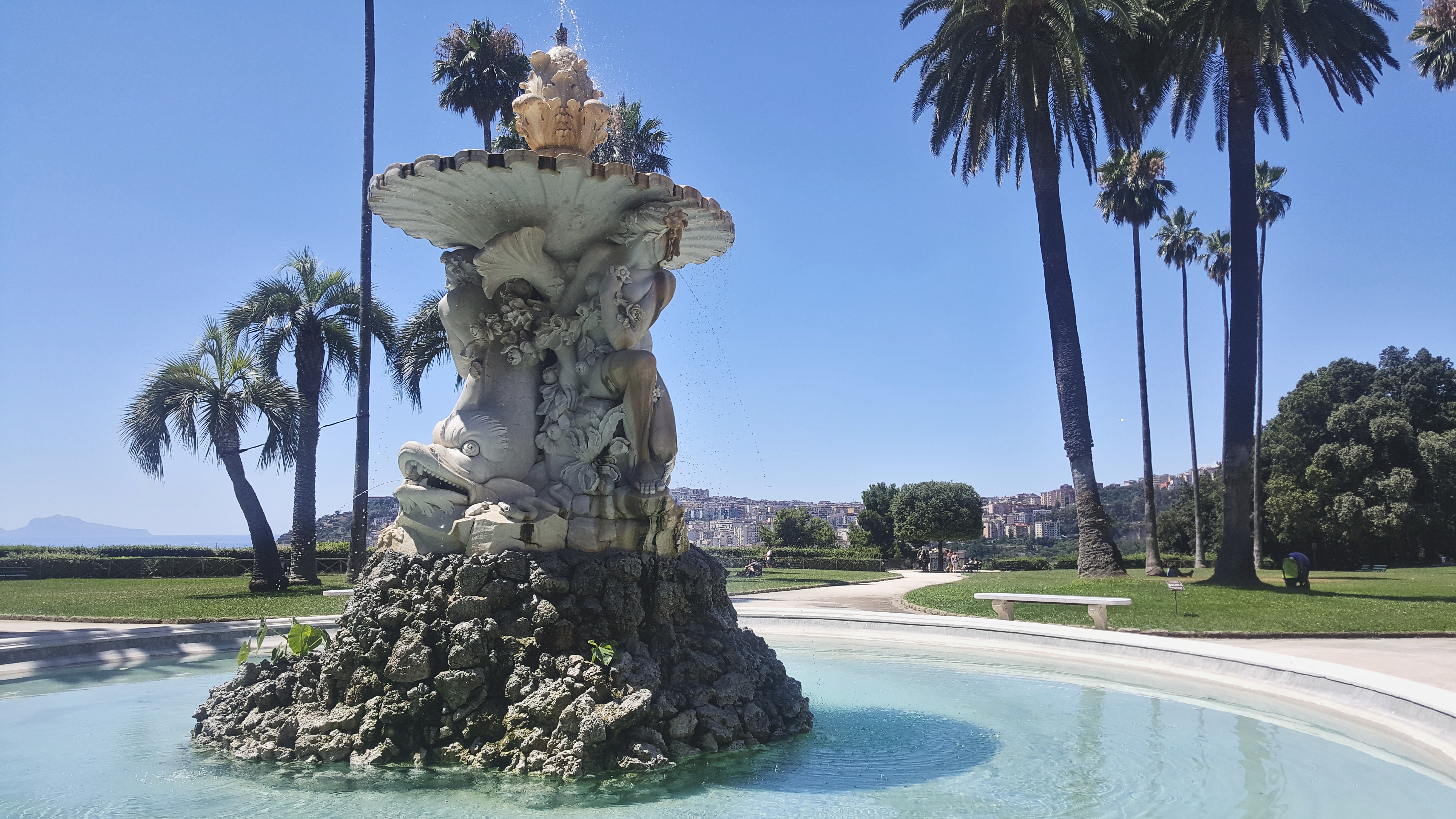
Fontana del Belvedere

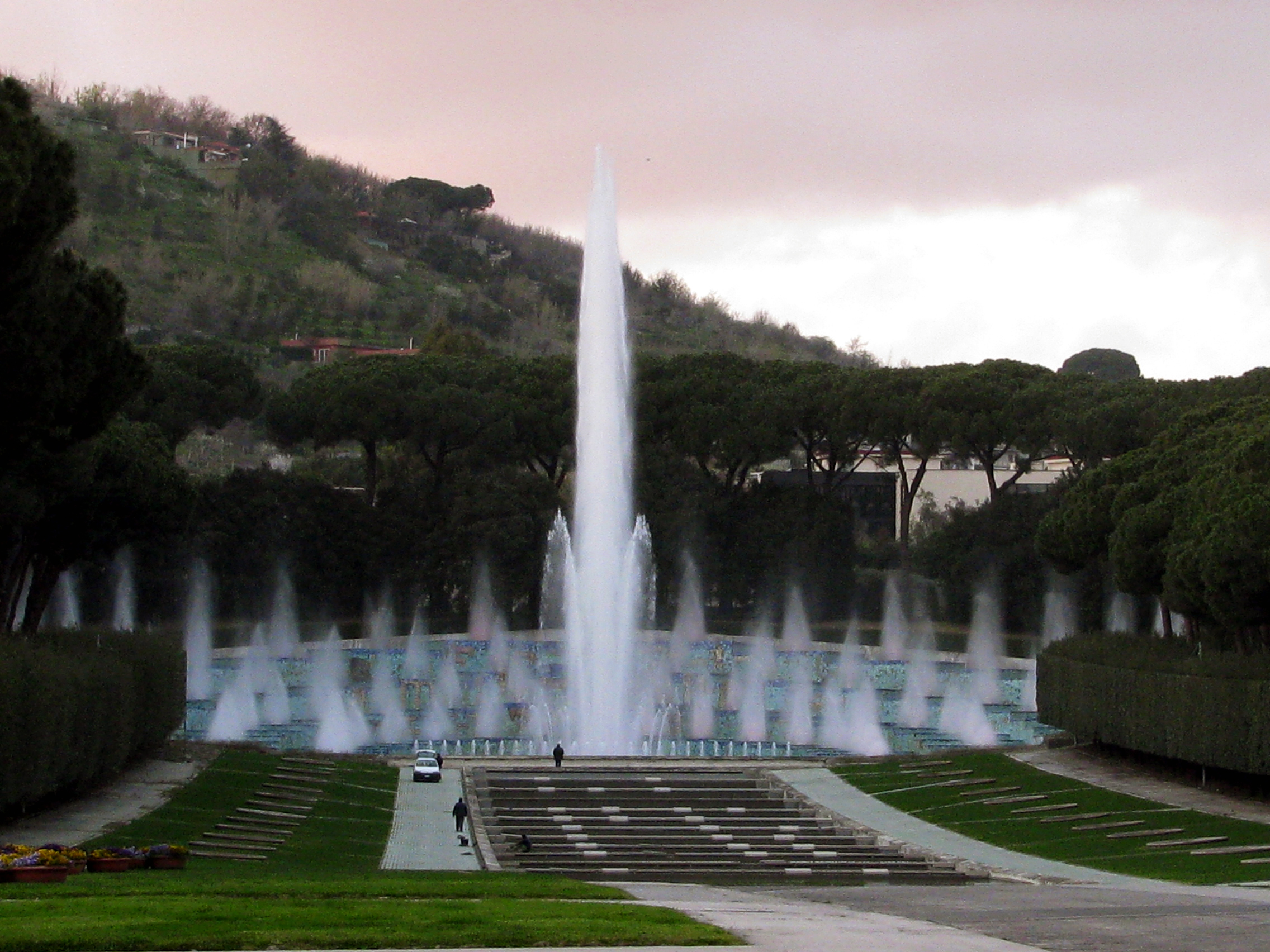
Fontana dell'Esedra
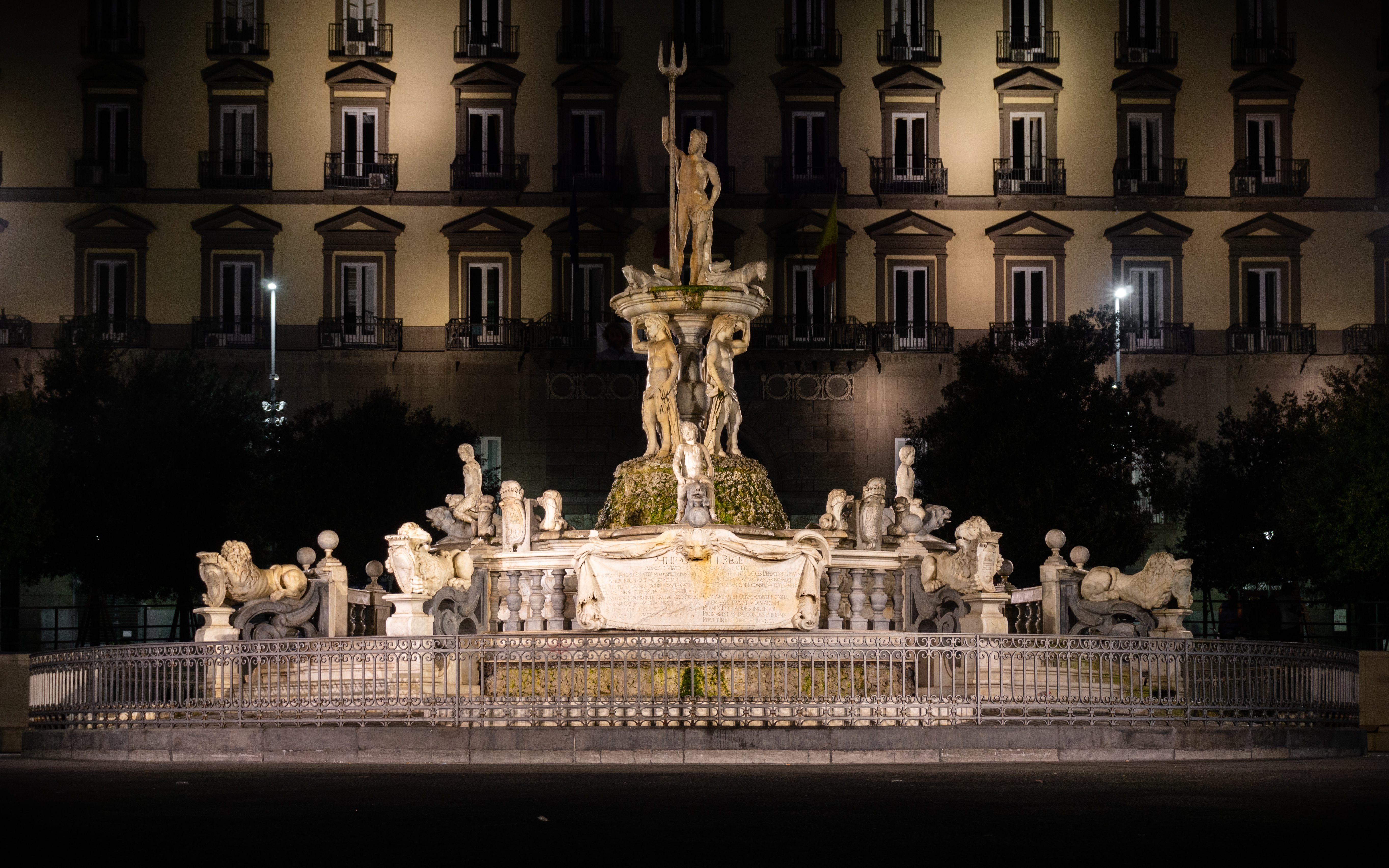
Notturna della fontana del Nettuno
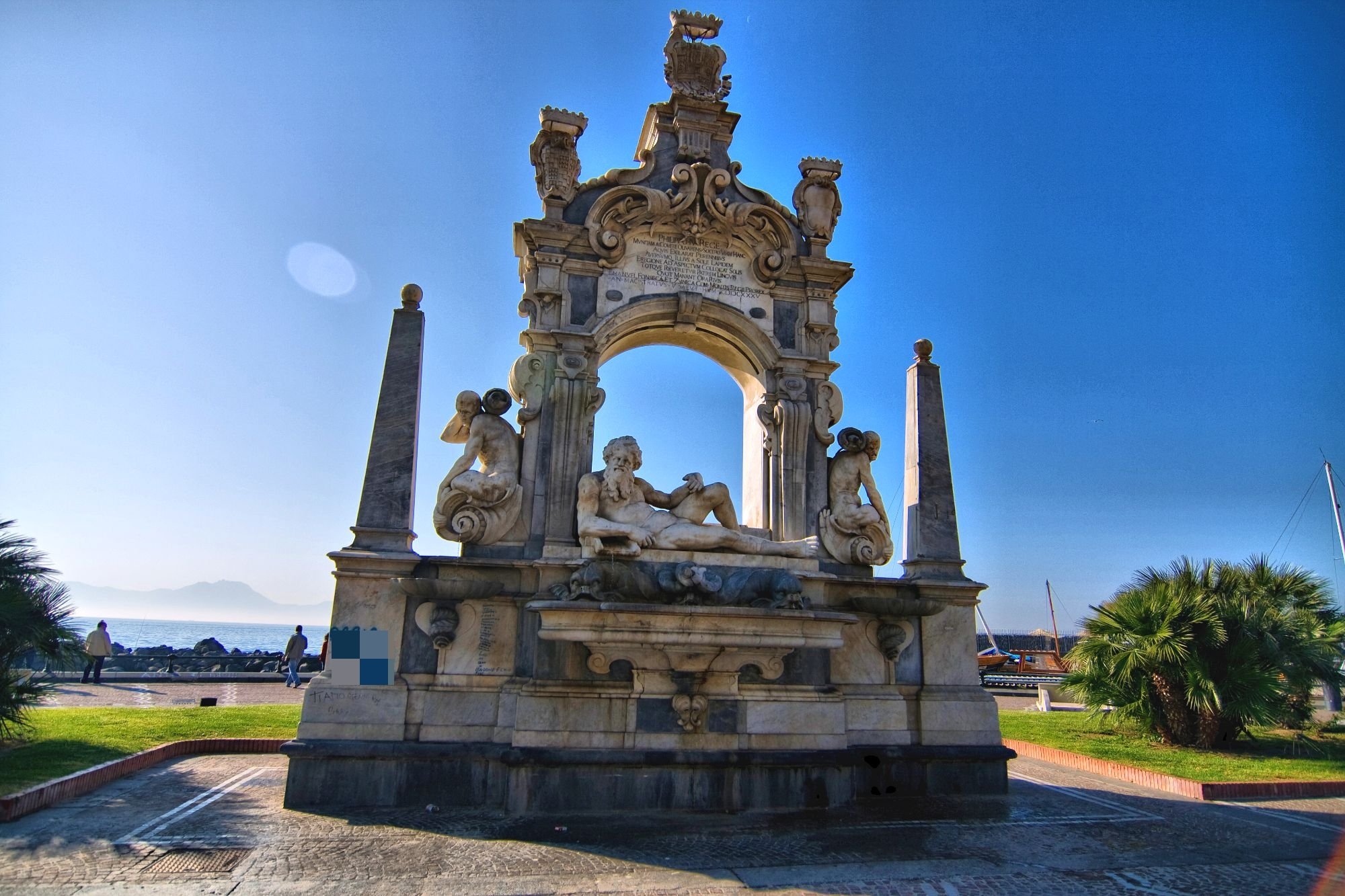
Fontana del Sebeto
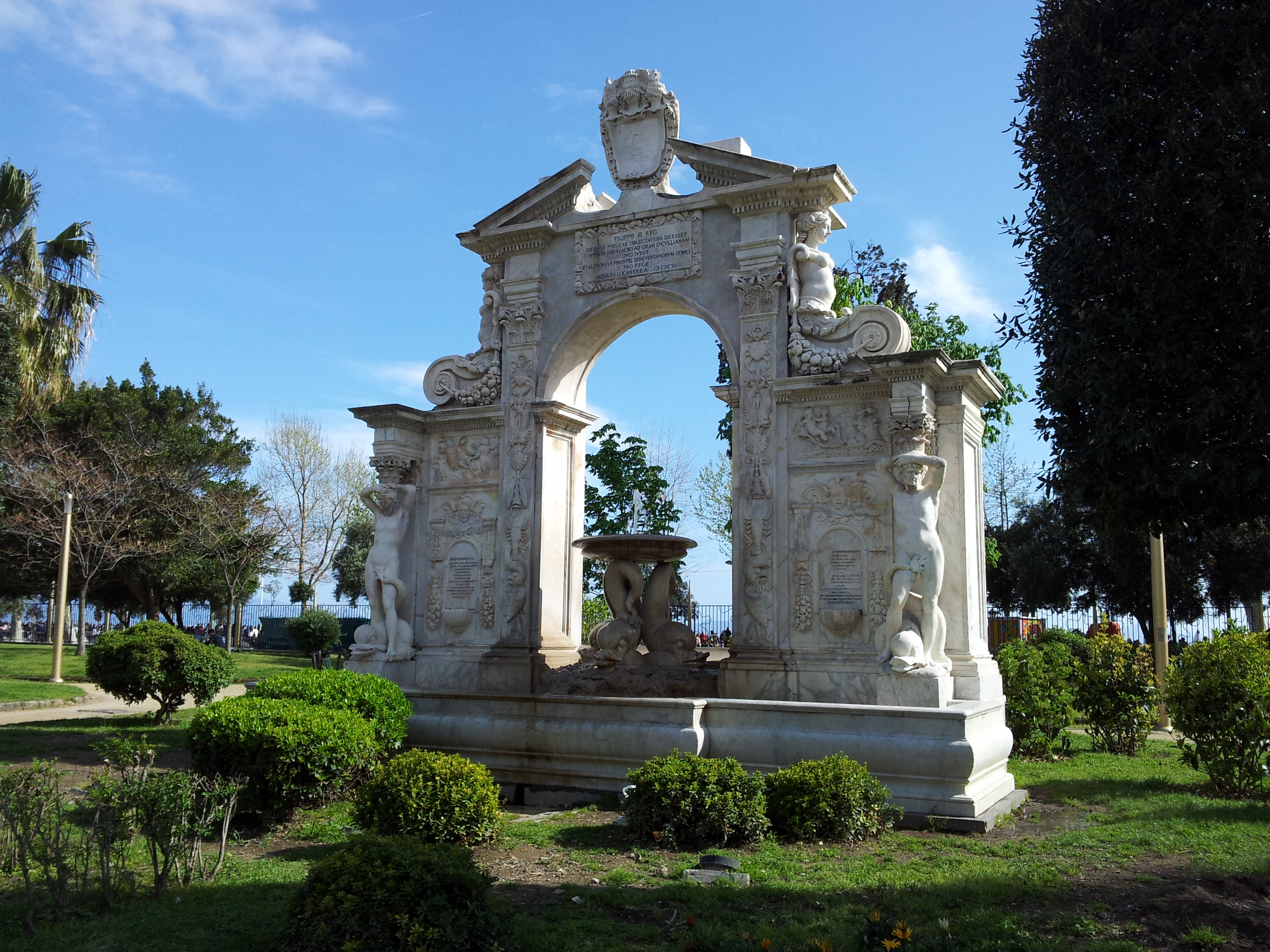
La fontana di Santa Lucia
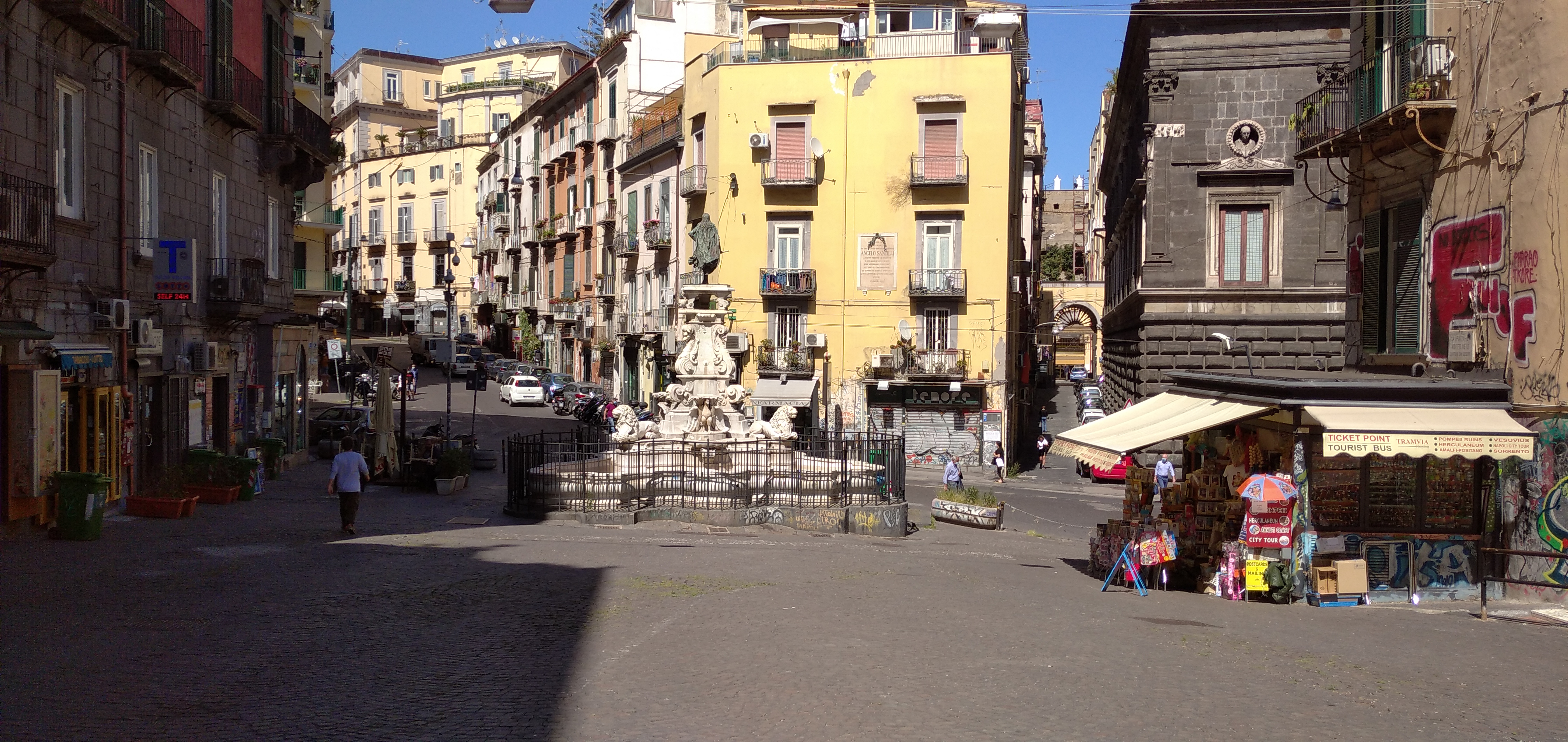
La fontana di Monteoliveto
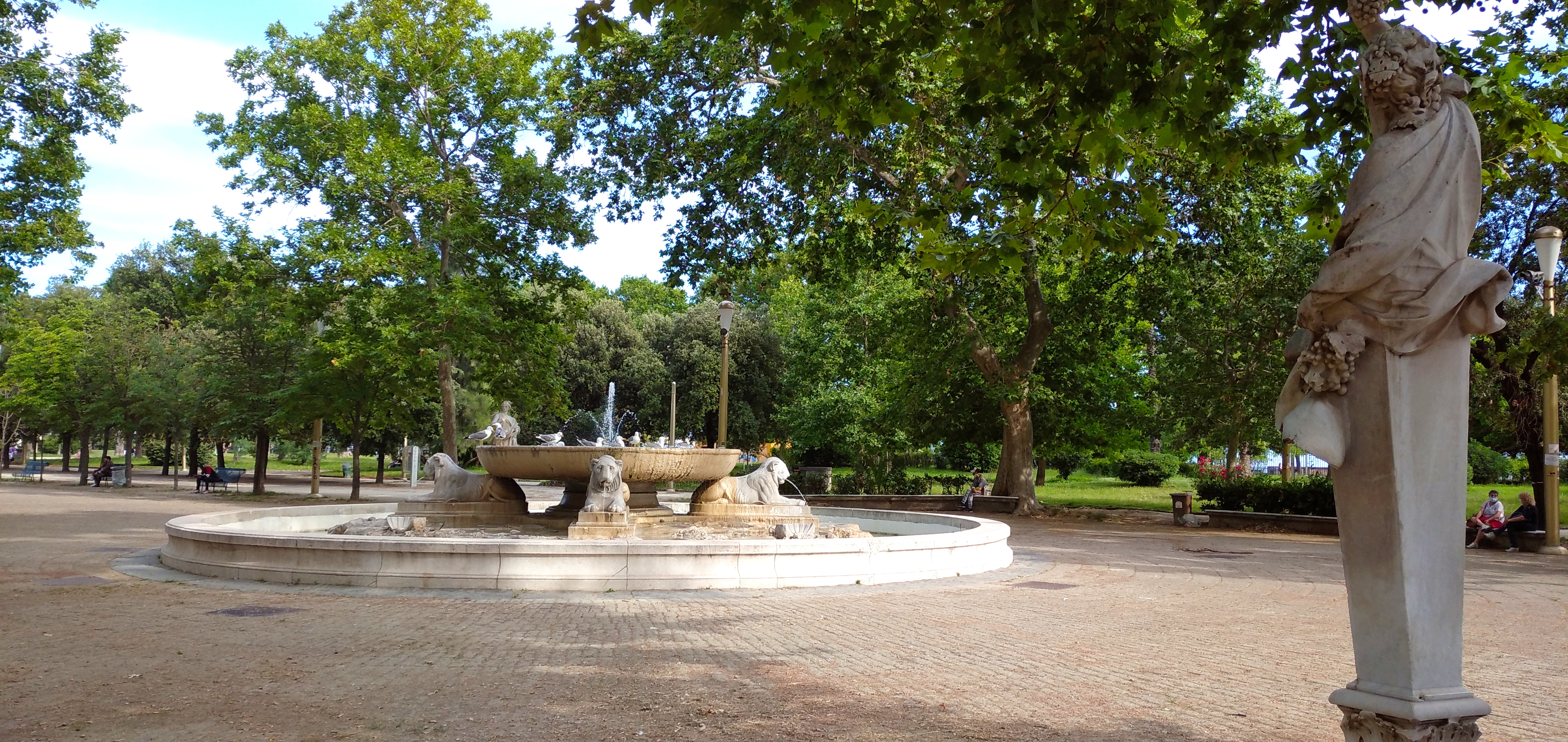
La fontana della Tazza di Porfido (proveniente dal Tempio di Era di Paestum) o delle quattro stagioni
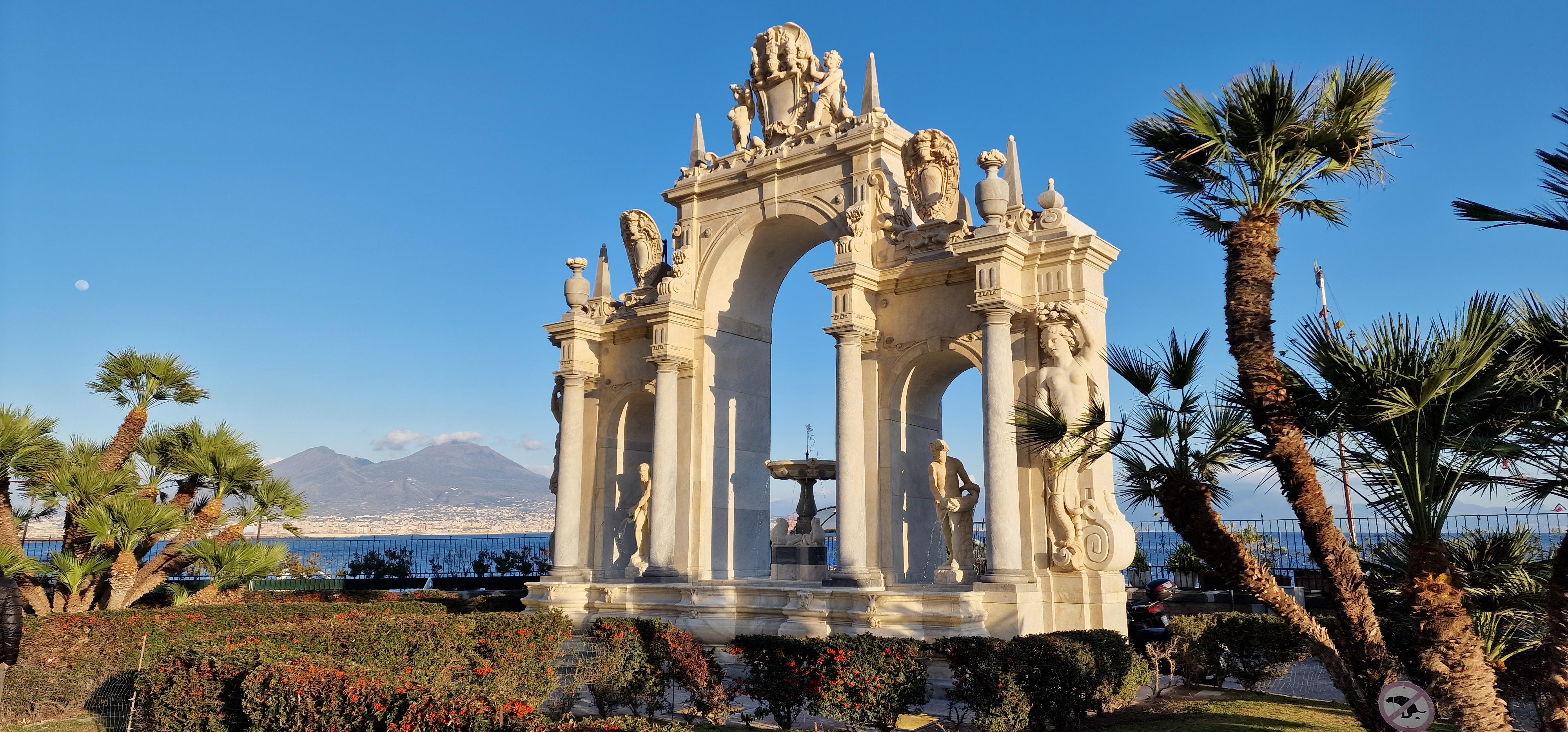
La fontana del Gigante

- La fontana del Belvedere di Capodimonte (XIX secolo) è sicuramente la fontana più monumentale di Capodimonte, opera del fiammingo Giuseppe Canart; costruita in marmo di Carrara, altra 5 metri e lunga circa 20, è posta nel parco della reggia di Capodimonte.
- La fontana del Formiello (XVI secolo) fu voluta da don Pedro Téllez-Girón, duca d'Ossuna. Il suo aspetto mostra un'elegante struttura in muratura costituita da vari materiali: ad esempio la vasca è in travertino, mentre le quattro colonne che la compongono sono in marmo di Carrara. Essa richiama spunti di architettura suddivisa in due ordini. In basso dove c'è la vasca ci sono le tre maschere leonine dalle quali sgorga l'acqua; invece al di sopra di queste vi sono piccole sculture in bassorilievo e tre grandi stemmi.
- La fontana della Sellaria (XVII secolo) è una delle fontane barocche di Napoli; fu realizzata nel 1649 con le spese dei proprietari delle case poste in quel rione che versarono le quote al giudice della Vicaria, questo, provvide a pagare gli artisti e le maestranze. Il progetto fu commissionato all'architetto e ingegnere Onofrio Antonio Gisolfi con affidamento ai lavori al marmoraro Onofrio Calvano, al capomastro Leonardo de Mayo, al fabbro Salvatore Daniele e allo scappellino Domenico Pacifico; fu terminata nel 1653.
- La fontana della Sirena (XIX secolo) è opera del prof. Onofrio Buccino (scultore), realizzata nel 1869 anche con la collaborazione di un giovanissimo Francesco Jerace. Essa è formata da una vasta vasca ellittica circondata di sua volta da giardini. Al centro si trova l'opera scultorea caratterizzata dalla Sirena Parthenope, da quattro animali marini e da motivi floreali.
- La fontana della Duchessa è una delle fontane di Capodimonte: essa è posta nelle immediate vicinanze della basilica dell'Incoronata Madre del Buon Consiglio. Venne eretta nel 1939 per volontà di Elena d'Orléans, moglie di Emanuele Filiberto di Savoia-Aosta.
- La fontana del ratto di Europa, sita nella Villa Comunale, risale alla seconda metà del XVIII secolo ed è un'opera di Angelo Viva (rinomato seguace di Giuseppe Sanmartino). Il complesso scultoreo raffigura una donna intenta a trattenere il proprio manto che, sventolante sulla testa, forma una sorta di arco. Ai lati due sirene cercano di salvarla dalla furia del toro.
- La fontana del Carciofo, una delle fontane più recenti di Napoli, è sita al centro di piazza Trieste e Trento. Commissionata negli anni cinquanta del XX secolo dal sindaco di allora Achille Lauro, si chiama così per via del carciofo (in realtà una composizione floreale).

Altre
- Fontana dei Papiri
- Fontana delle Sirene (reggia di Portici, nell'omonimo comune confinante con Napoli, opera del fiammingo Giuseppe Canart. La grande statua della sirena è oggi esposta nel MANN)

## Fontane ornamentali
Le fontane ornamentali sono anch'esse situate nei posti più disparati della città e costruite da rilevanti artisti, specie quelle più antiche.
Qui sotto vengono illustrate alcune delle fontane ornamentali della città:
- La fontana del Leone (XVIII secolo) fu voluta da Ferdinando IV di Borbone sul sito dove scorreva un'acqua molto fresca, tanto da essere richiesta anche dalla famiglia reale quando passava del tempo nella zona di Mergellina. La fontana ha una forma semicircolare e si raggiungono i gettanti attraverso una rampa di scale.
- Il cortile delle carrozze era lo slargo dove venivano accolte tutte le carrozze in arrivo al Palazzo Reale. La fontana del Cortile delle Carrozze è una delle fontane presenti nei cortili della residenza reale. Seppur venne quasi sempre usata come abbeveratoio per cavalli, acquisì comunque un notevole fascino donatogli dalla statua proveniente dalla fontana dei Quattro del Molo.
- La fontana del Capone risale al XV secolo ed è opera di Giovanni da Nola. Essa faceva parte del piano di rinnovamento dei servizi pubblici emanato da Don Pedro de Toledo. È caratterizzata da un mascherone in marmo bianco e da una vasca semicircolare il cui fondo è composto da lastre di pietra bianca e grigia.
- La fontana degli Incanti fu costruita nel XVI secolo in piazza di Porto (o del Mercato di Porto), dove attualmente si apre piazza Bovio; la sua storia cominciò quando il viceré Pedro Álvarez de Toledo volle realizzare una struttura idrica per l'approvvigionamento degli abitati del luogo. Fu disegnata da Giovanni da Nola ma al rifacimento di alcune parti andate distrutte partecipò anche lo scultore Annibale Caccavello, che scolpì la statua di Venere.
- La fontana al Capo Posillipo fu costruita molto probabilmente tra il XIV e il XV secolo. La sua conformazione è tipicamente a edicola, in piperno, con lesene doriche e nicchia al centro. In origine vi si trovava una testa di leone che fungeva da gettante.
- Le fontane della rotonda Armando Diaz furono inaugurate il 24 maggio 1936 e fanno parte del complesso monumentale dedicato al Duca della Vittoria Armando Diaz. Entrambe sono composte da due grosse vasche circolari racchiuse all'interno di una ringhiera caratterizzata da elementi acquatici, probabilmente delfini, ed intervallata da muretti in pietra.

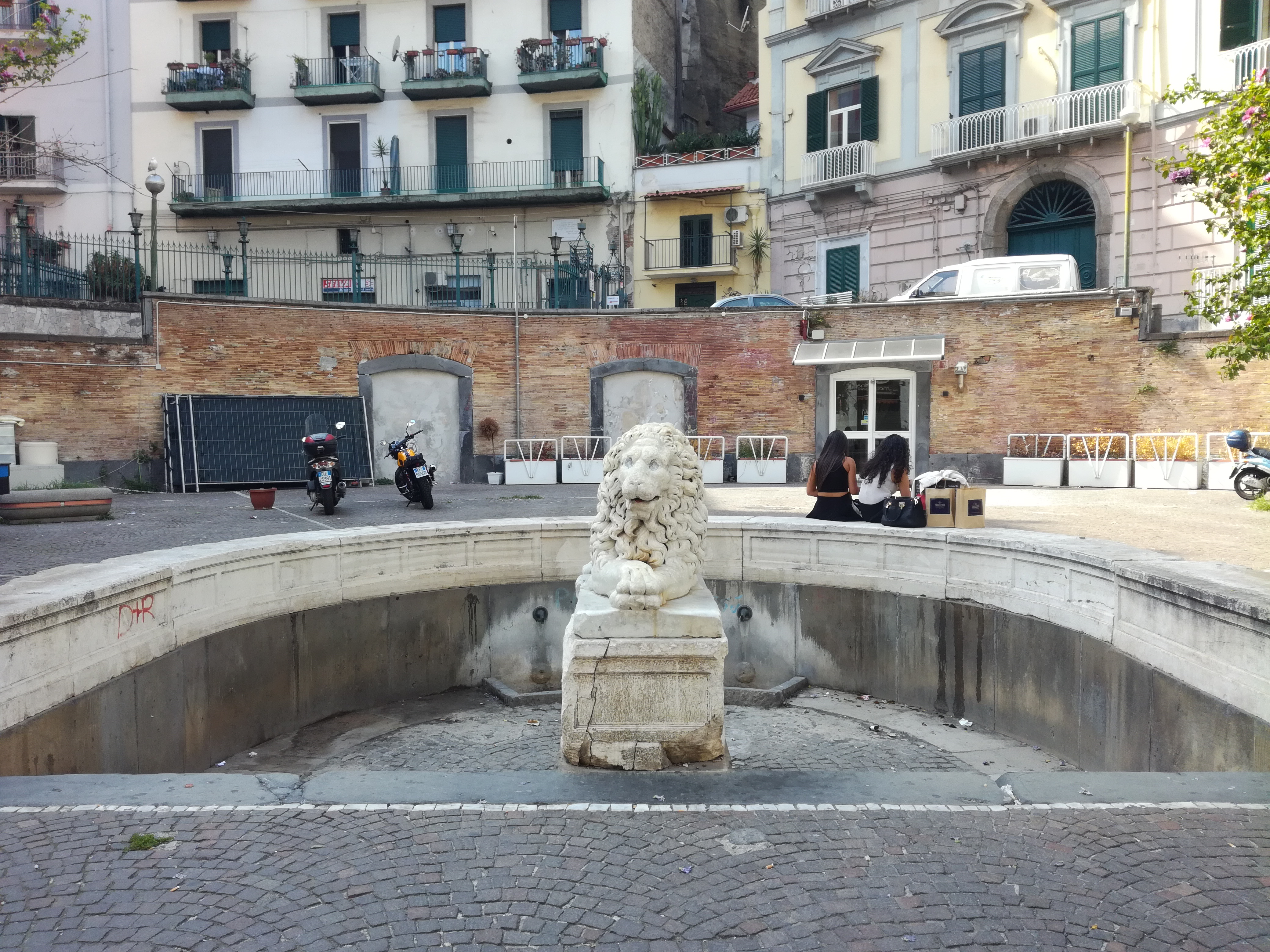
Piazzetta del Leone, fontana del Leone
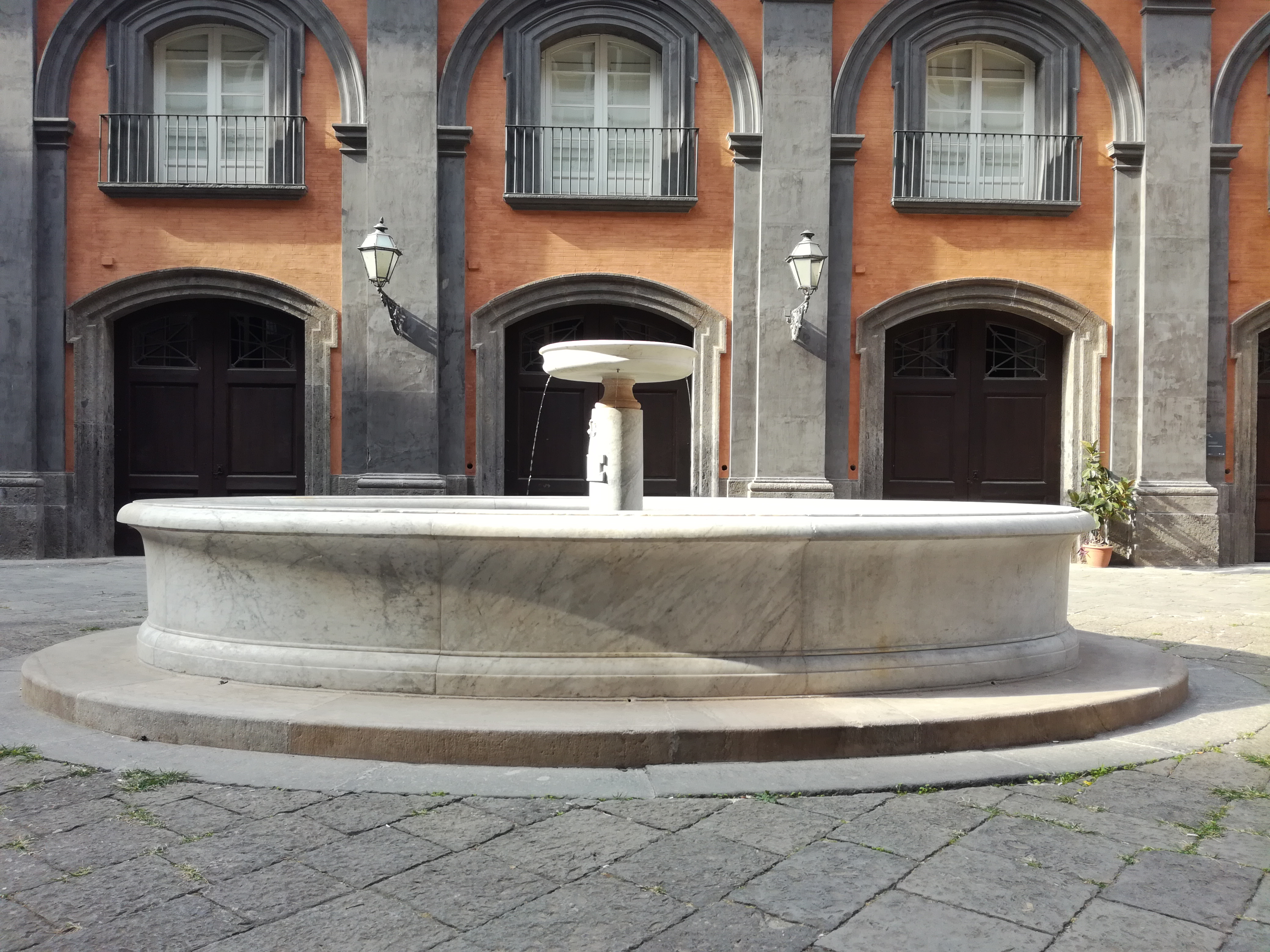
Cortile delle Carrozze (Palazzo Reale), fontana del Cortile delle Carrozze
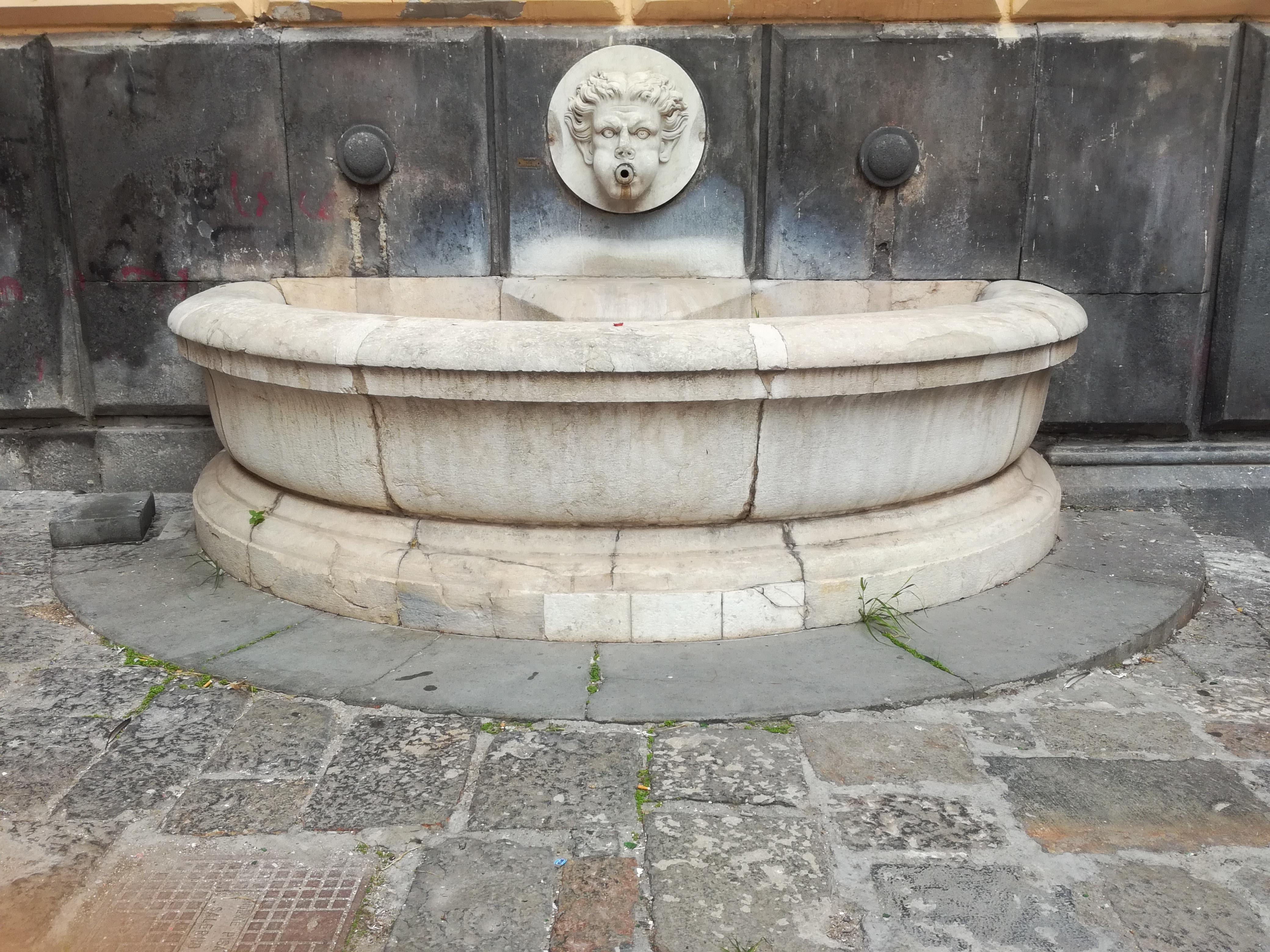
Fontana del Capone
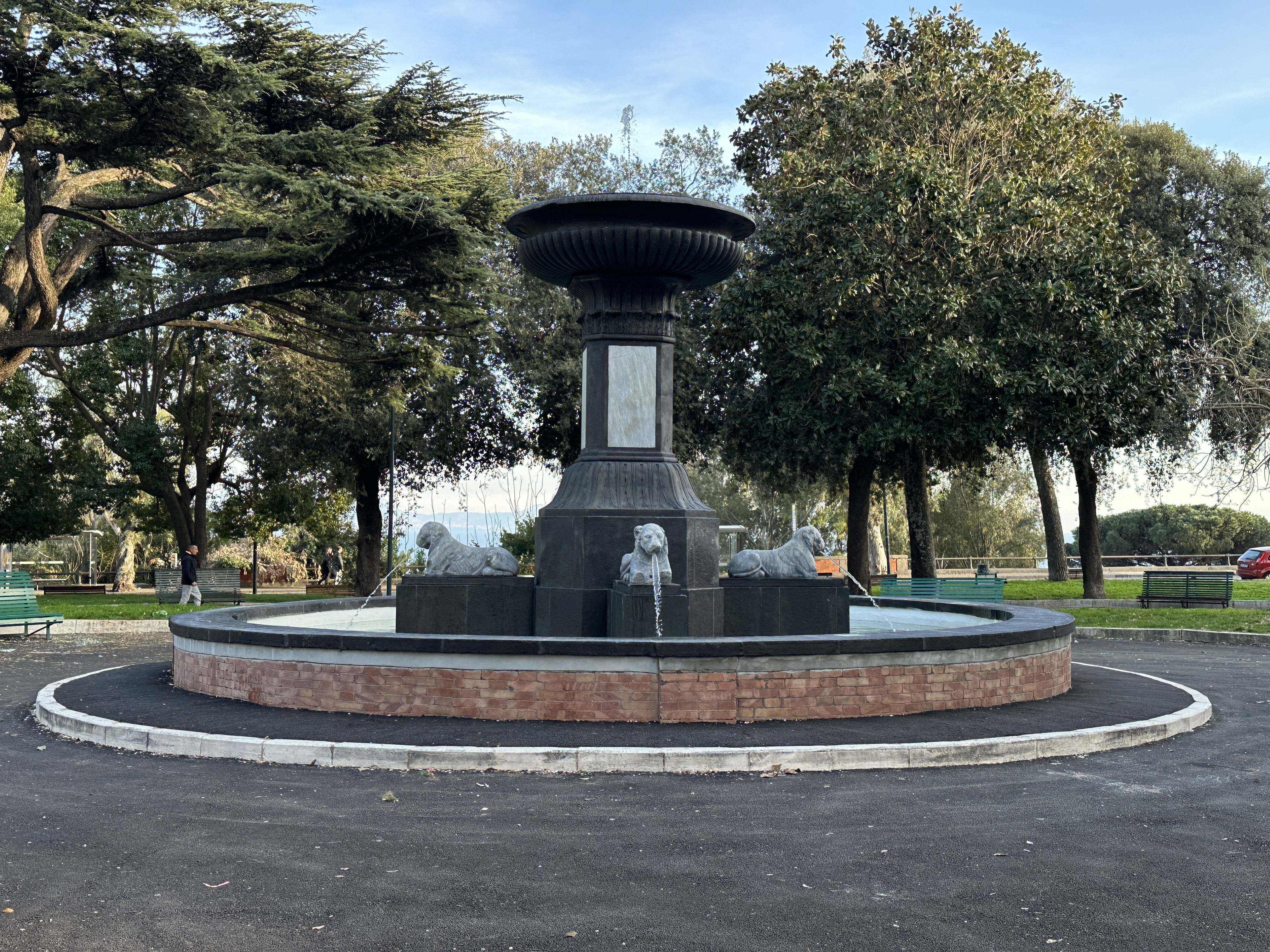
Fontana degli Incanti (dopo i restauri del 2024)
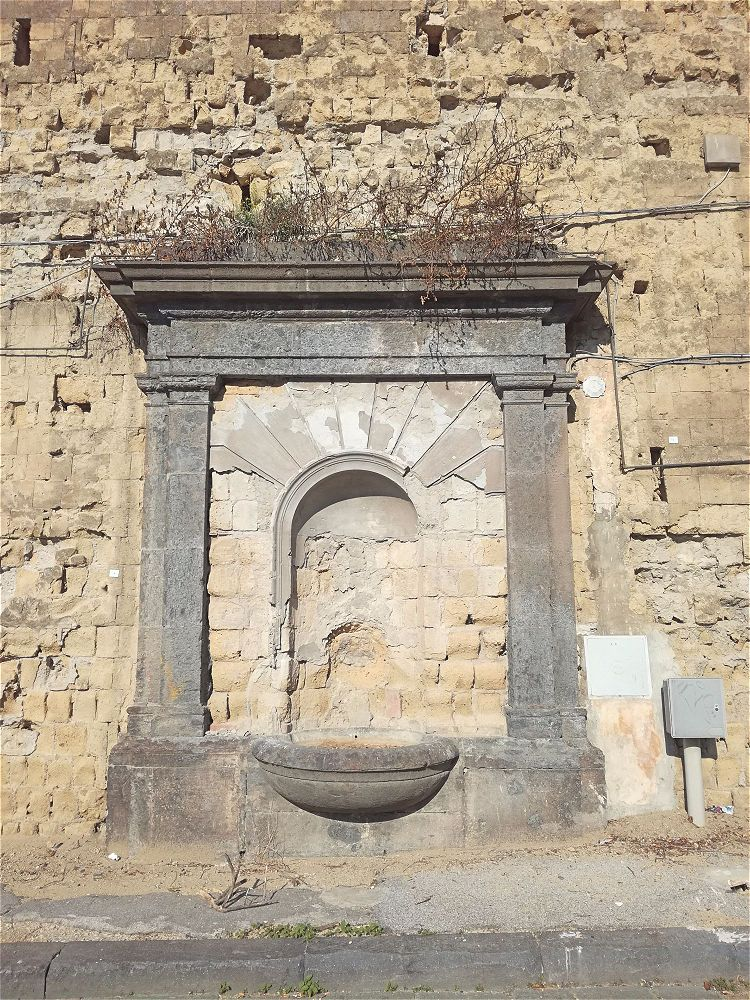
Fontana del Capo Posillipo (in cattivo stato di conservazione)
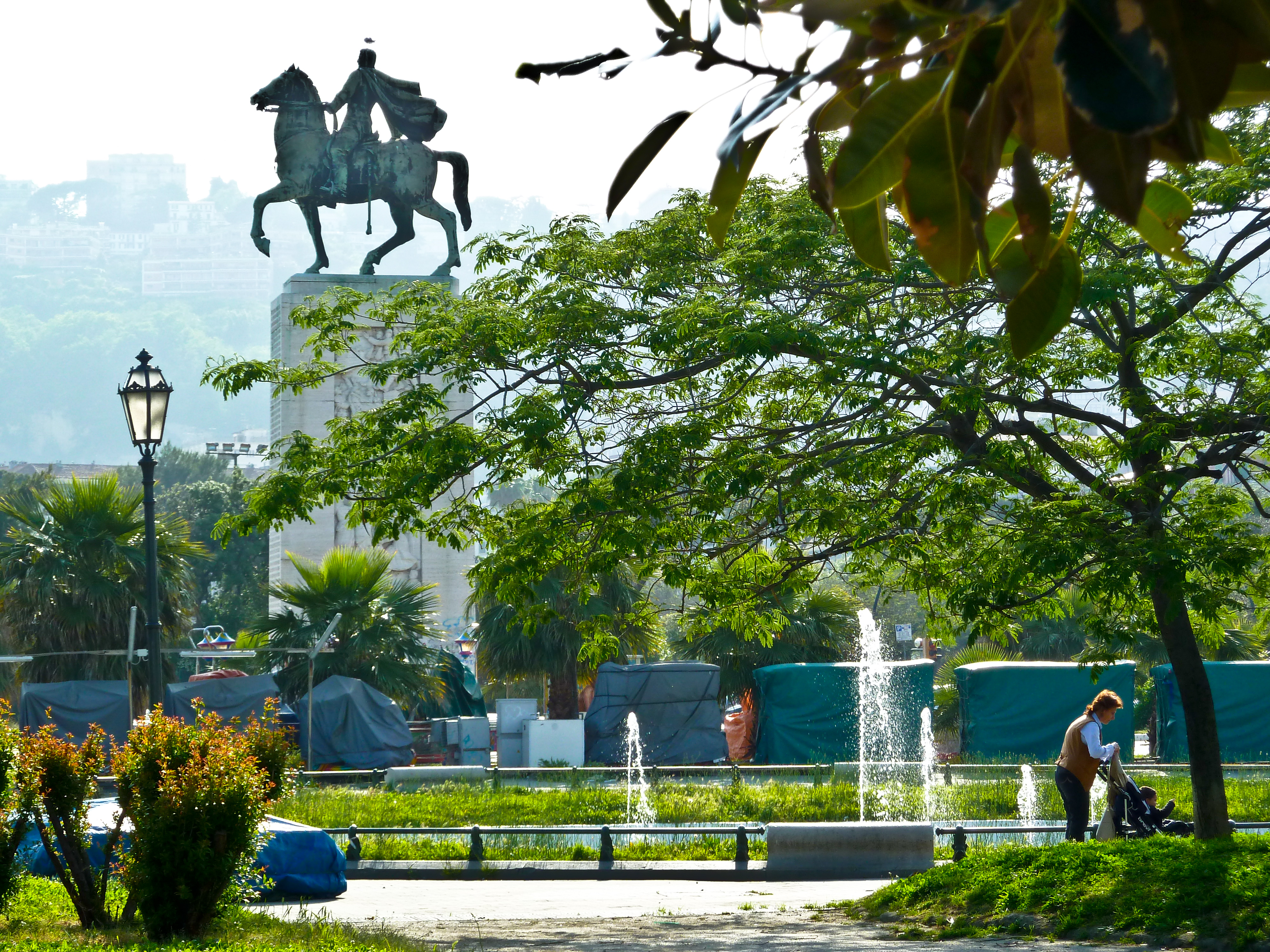
Fontane Diaz

Altre (elenco incompleto)
- Area 28 fontane
- Fontana della Spinacorona o delle "Zizze"
- Fontane-obelischi
- Fontana di Oreste ed Elettra
- Fontana di Castore e Polluce
- Fontana del Ratto delle Sabine
- Fontana del Marinaretto
- Fontana della Scapigliata
- Fontana della Pietra del Pesce
- Fontana della Maruzza
- Fontana di Capodimonte
- Fontana di Masaniello (dal 1812 nella piazzetta di Cerreto Sannita)
- Fontana del Tritone
- Abbeveratoio monumentale di Capodichino
- Fontana della Marinella
- Fontana dei Leoni (in cattivo stato di conservazione)
- Fontana delle Conchiglie (in cattivo stato di conservazione)
- Fontana della Flora Capitolina
- Fontane dei giardini pensili di Palazzo Reale[24]
- Fontana del Pescatore (largo Principessa Pignatelli)
- Fontana della Fortuna (Palazzo Reale)
- Fontana della Flora del Belvedere
- Fontana di Sant'Eligio (è una fontana d'arredo cittadino, sebbene oggi si trovi nel chiostro di Sant'Eligio Maggiore)
- Fontana dei Cigni (reggia di Portici)
- Fontana di Mezzo (bosco della reggia di Capodimonte)
- Fontana medievale marmorea (ritrovamento del 2007 nei pressi del Duomo, durante i lavori per la stazione della metro)
- Fontana di Mezzocannone (resti: la testa di Medusa è oggi esposta al Museo di San Martino)
- Fontana seicentesca alle spalle di piazza del Mercato[25] (resti)
- Fontane del tondo di Capodimonte e dei giardini della Principessa Iolanda
- Fontana di San Pietro a Patierno (in cattivo stato di conservazione)
- Fontana in piperno in via Pia a Soccavo
- Fontana di Vigliena
- Fontana in piazza Vincenzo Aprea
- Fontana degli Specchi (demolita nel 1885)
- Fontana dei Serpi (scomparsa durante il Risanamento)[26]
- Fontana dei Quattro del Molo (scomparsa)
- Fontane di Poggioreale (scomparse)
- Fontana dell'Aquaquilia (scomparsa)
- Fontana dei Delfini di via del Piliero (scomparsa)

### Fontane e pozzali in palazzi minori, chiostri e ville
Le strutture idriche in oggetto sono meno conosciute, ma molto più numerose rispetto ad altre fontane ornamentali della città.
Esse sono state realizzate anche da artisti del calibro di Luigi Vanvitelli o Antonio Niccolini.

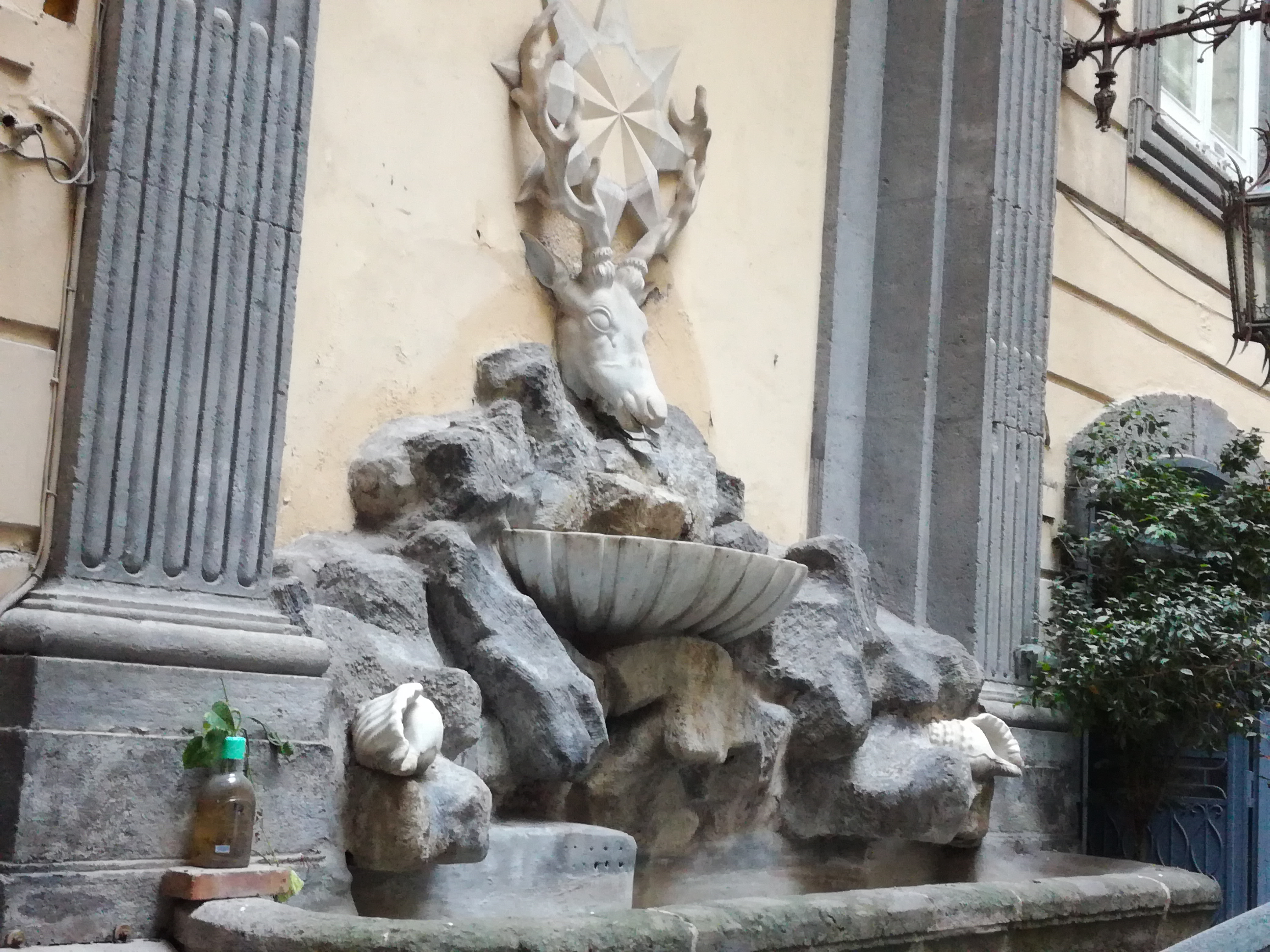
Fontana del Cervo di palazzo Berio (attribuita a Luigi Vanvitelli)
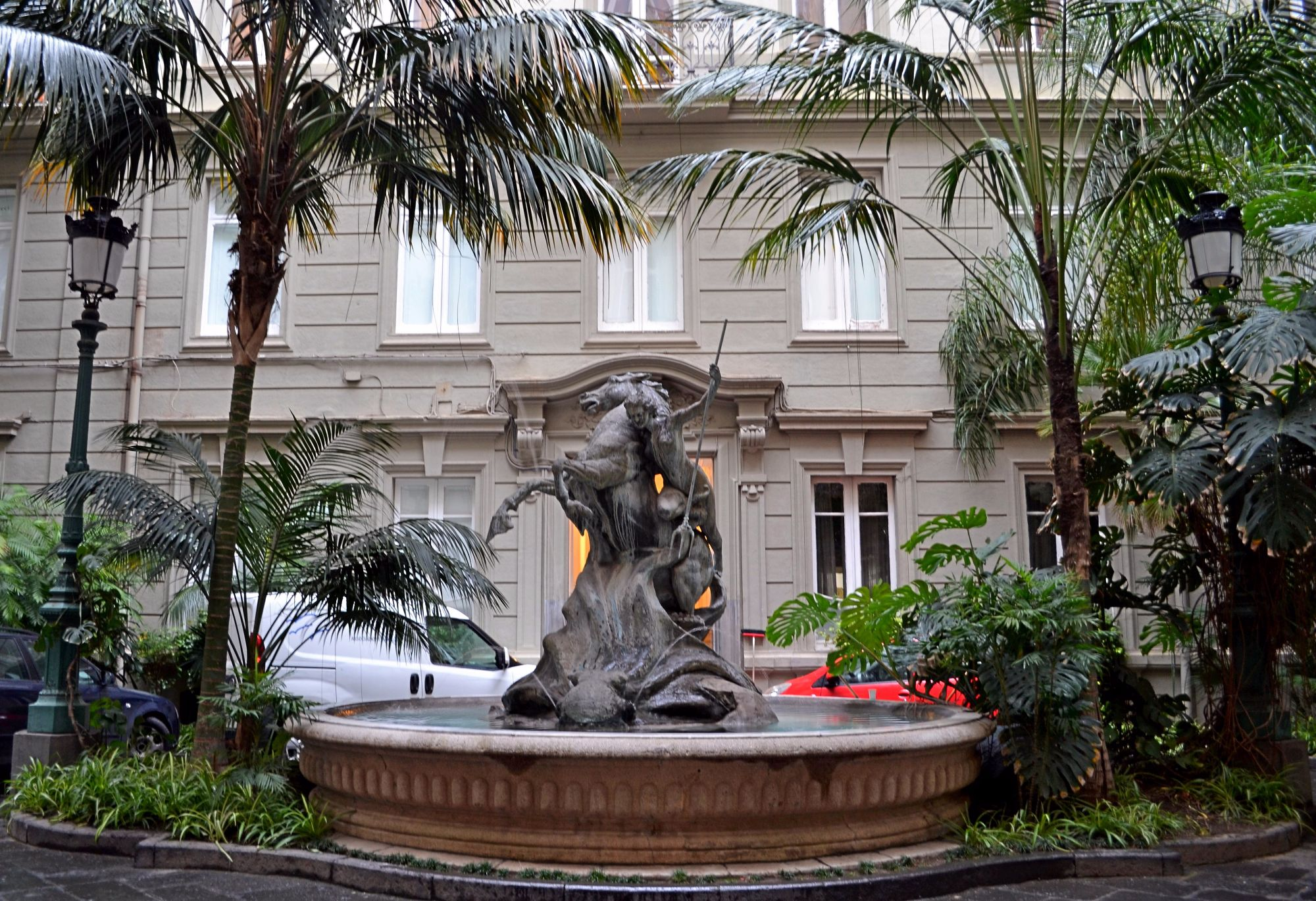
Fontana di palazzo Spinelli
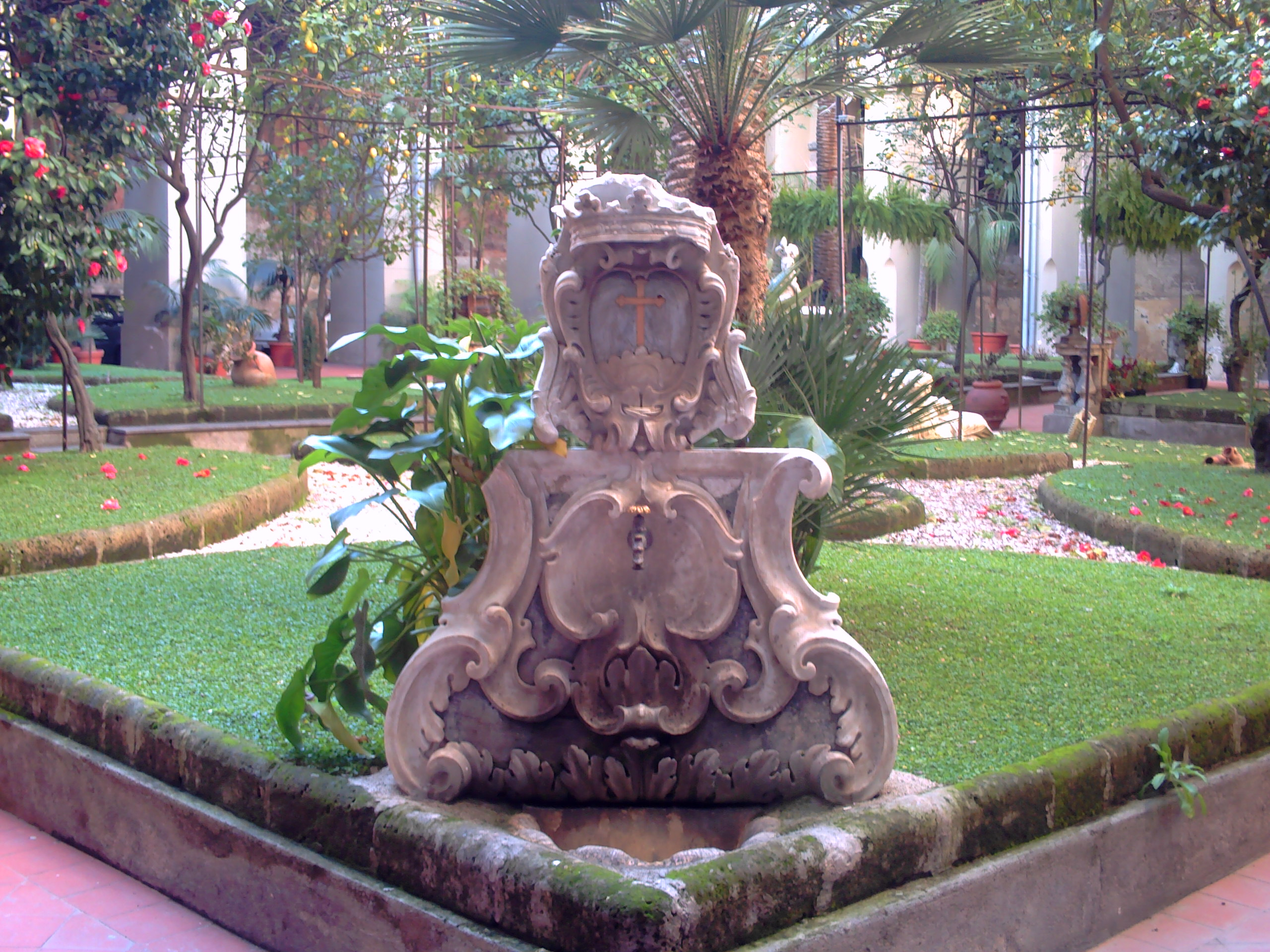
Fontanella del chiostro del Carmine Maggiore
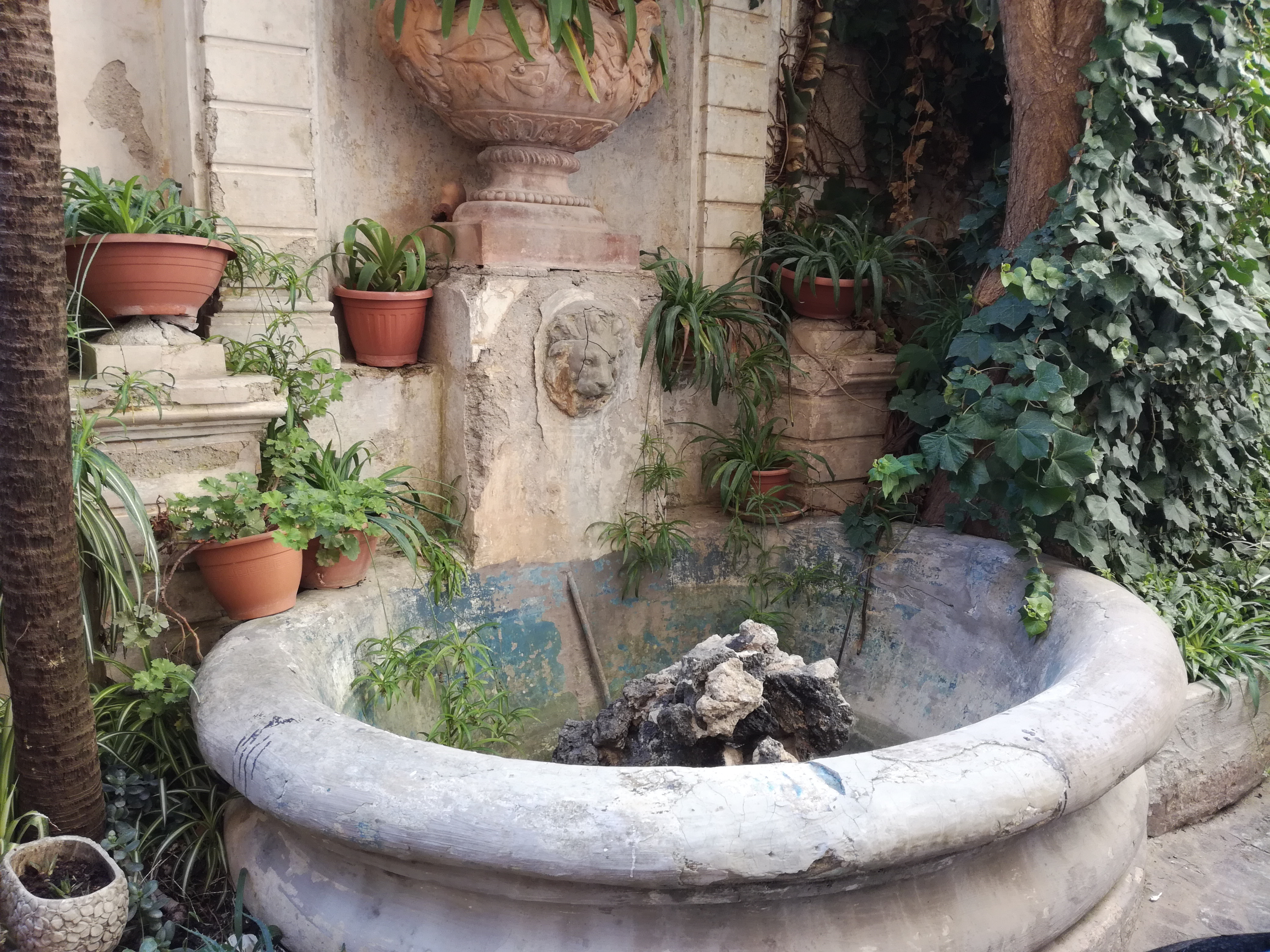
Fontana del palazzo storico in via dei Mille n.25 (nei pressi di palazzo Mannajuolo)
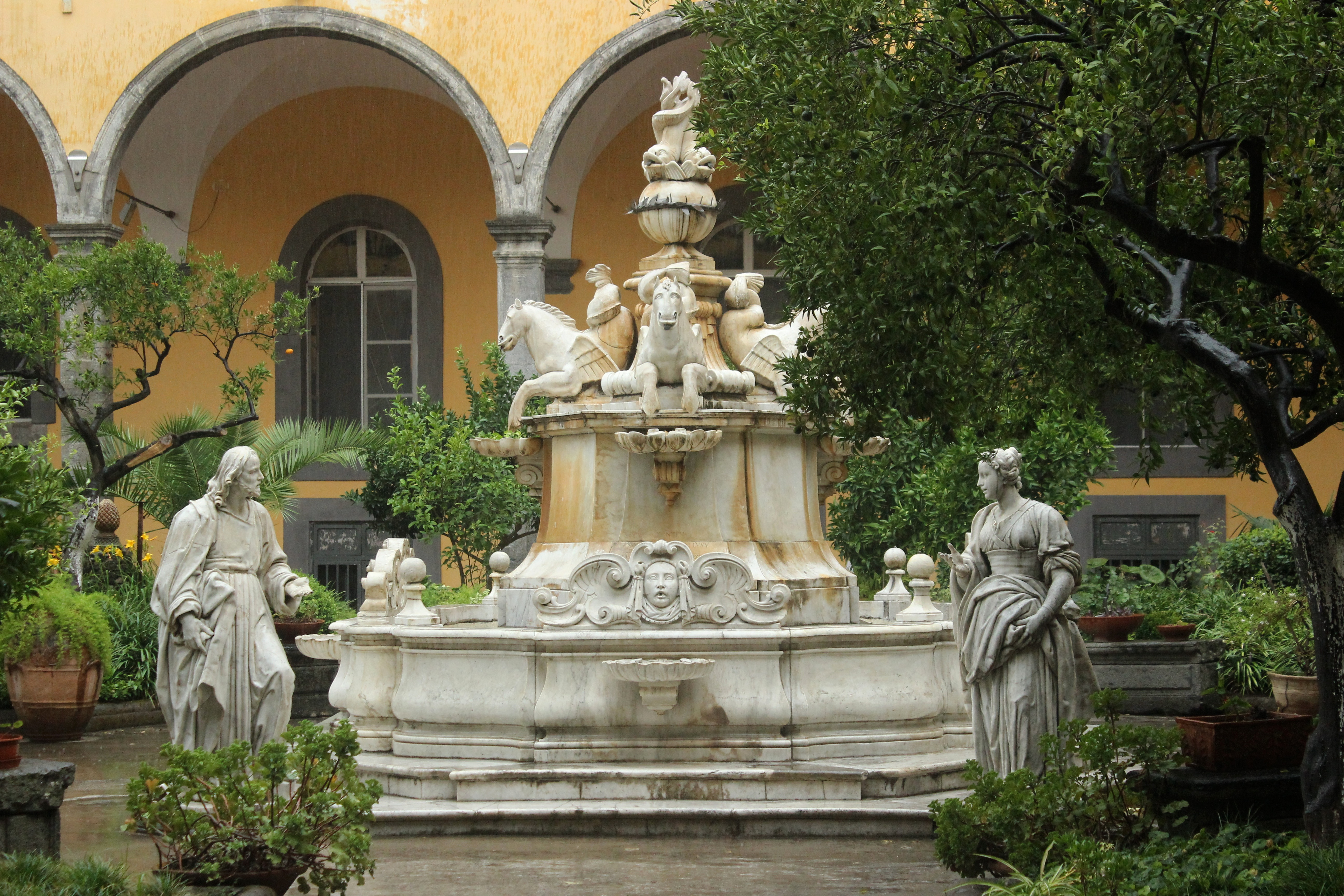
Una delle fontane del chiostro di San Gregorio Armeno: Samaritana al pozzo
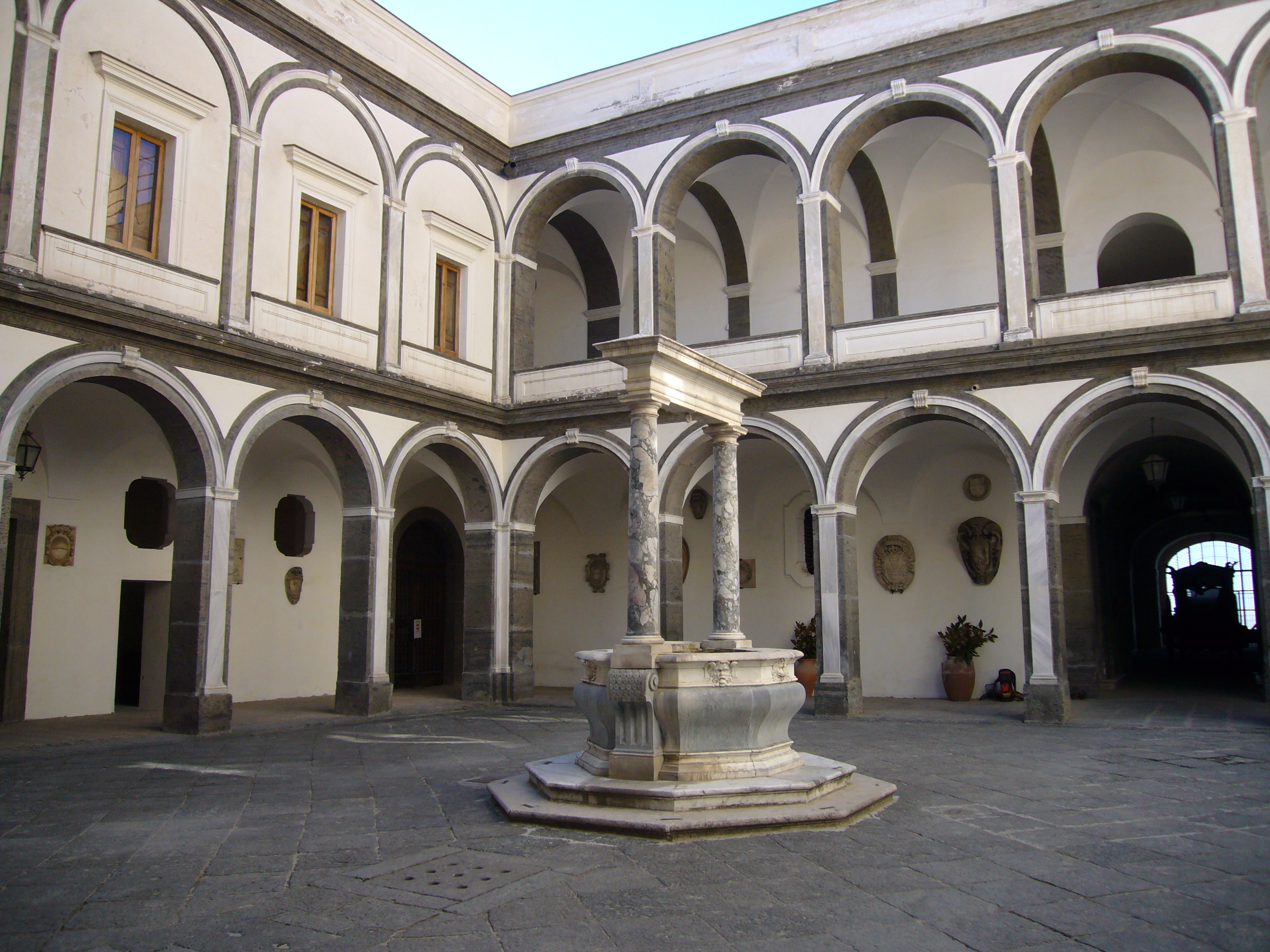
Pozzale del chiostro dei Procuratori (Certosa di San Martino)
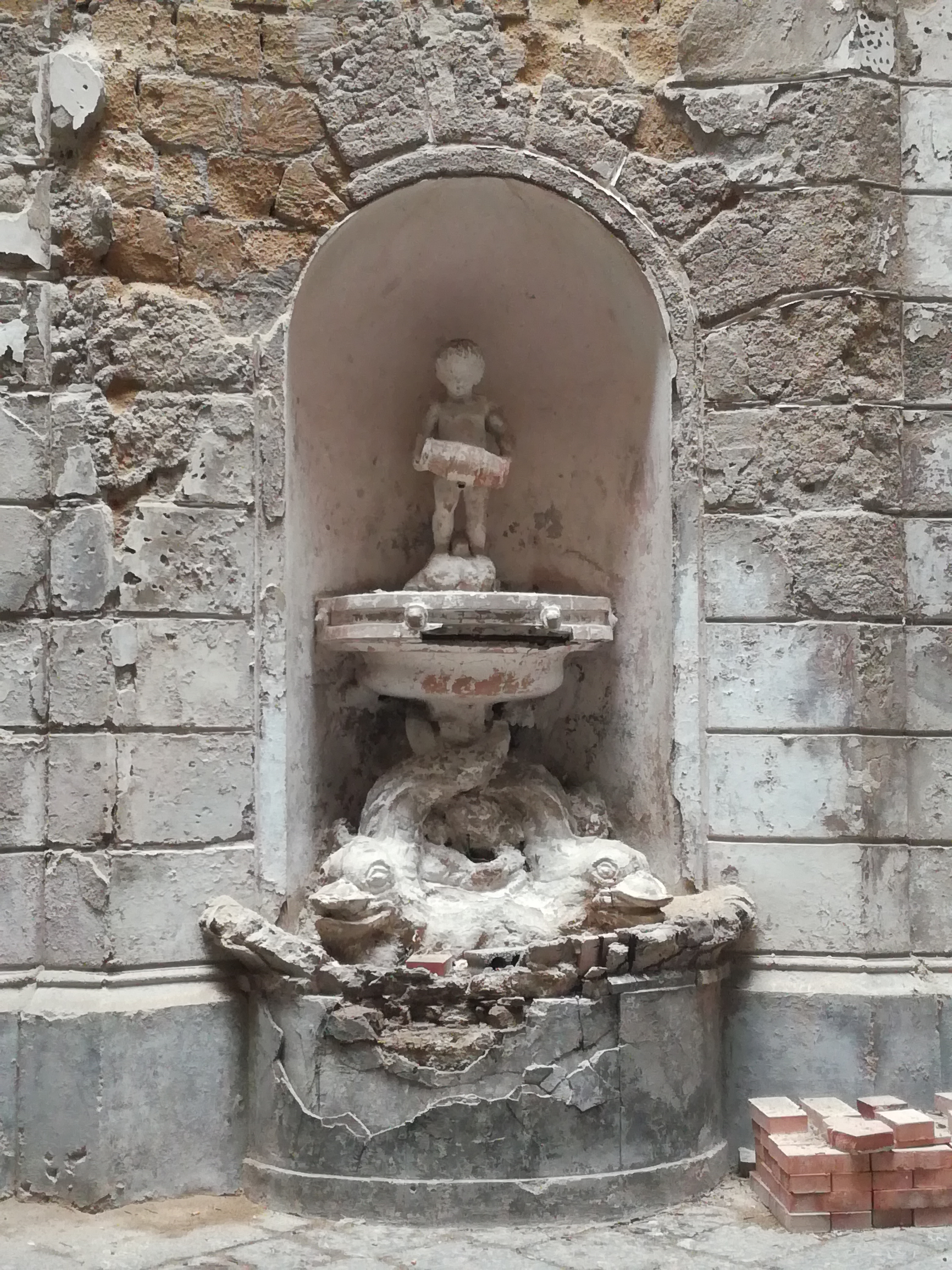
Fontanella di un palazzo storico in via Chiatamone 5Bis (in abbandono), probabilmente appartenuta al palazzo Douglas del XIX secolo
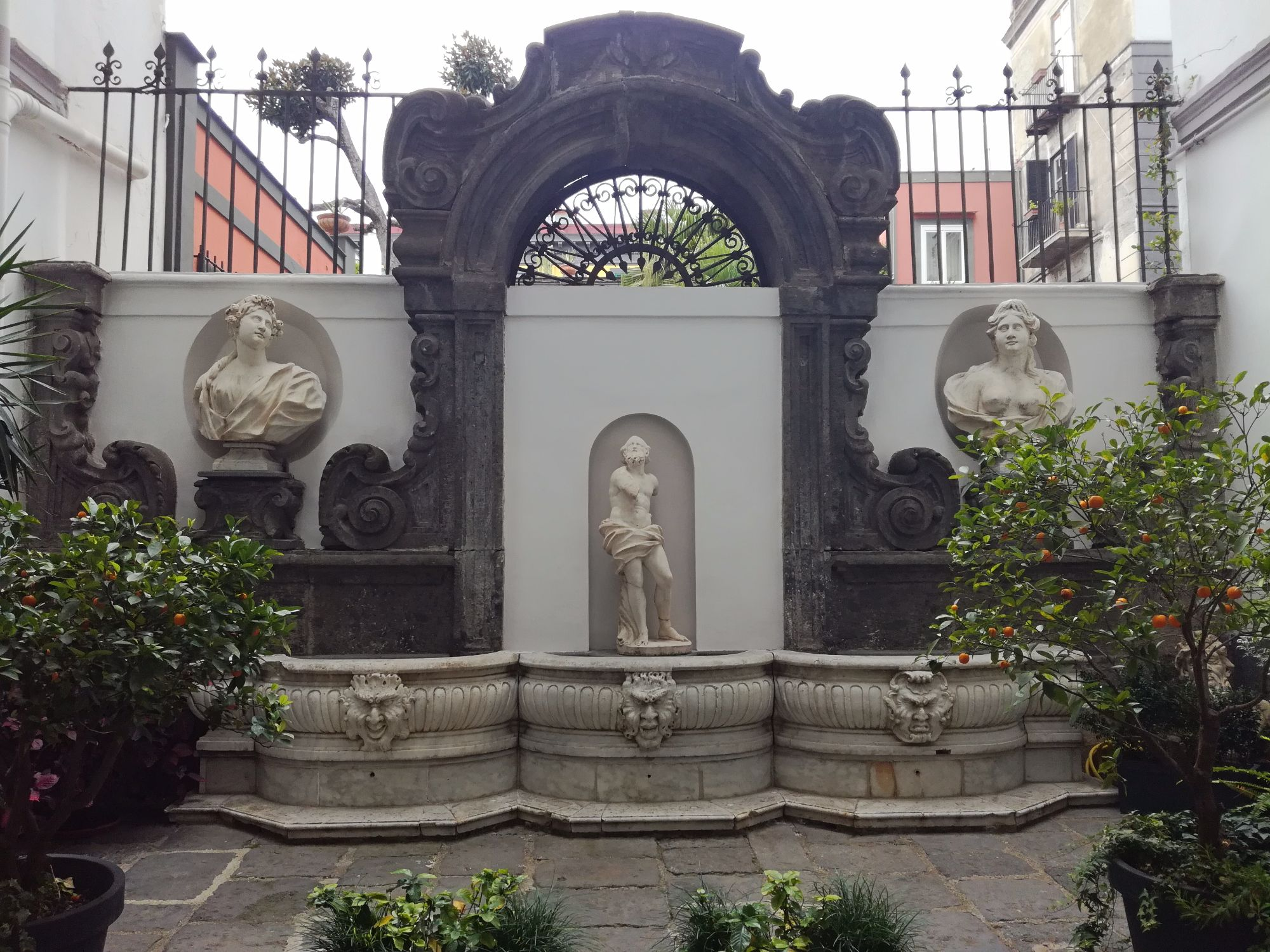
Fontana di palazzo Castriota Scanderbeg

Generalmente, per quanto riguarda questa tipologia di fontane, solo alcune di esse hanno un nome o una storia conosciuta nel dettaglio, mentre molte altre sono talmente sconosciute da non comparire nemmeno in molti libri specificamente dedicati alle fontane di Napoli o in quelli che trattano anche questo argomento (è il caso della fontana di via Chiatamone sopra illustrata).
Infine, testimoni di pregevoli forme architettoniche, anche i pozzali della città meritano attenzione; in città ve ne sono di varie forme, dimensioni e stili. Solo per citarne alcuni: i pozzali nei chiostri dei Girolamini, alimentati dall'acquedotto della Bolla, quelli di San Lorenzo Maggiore, Santa Teresa degli Scalzi, San Paolo Maggiore, ecc.

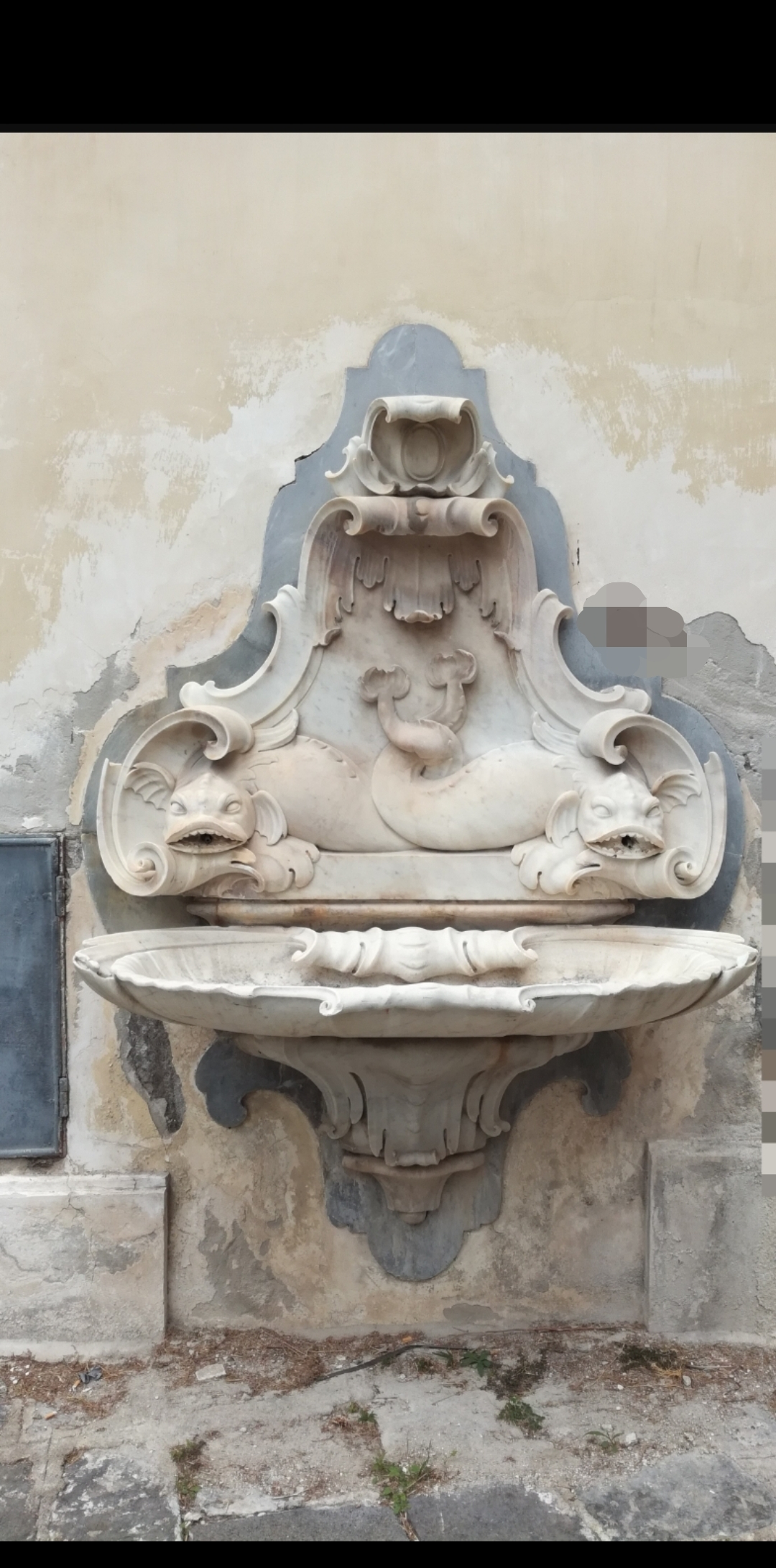
Una delle "fontane gemelle" del cortile del Complesso degli Incurabili
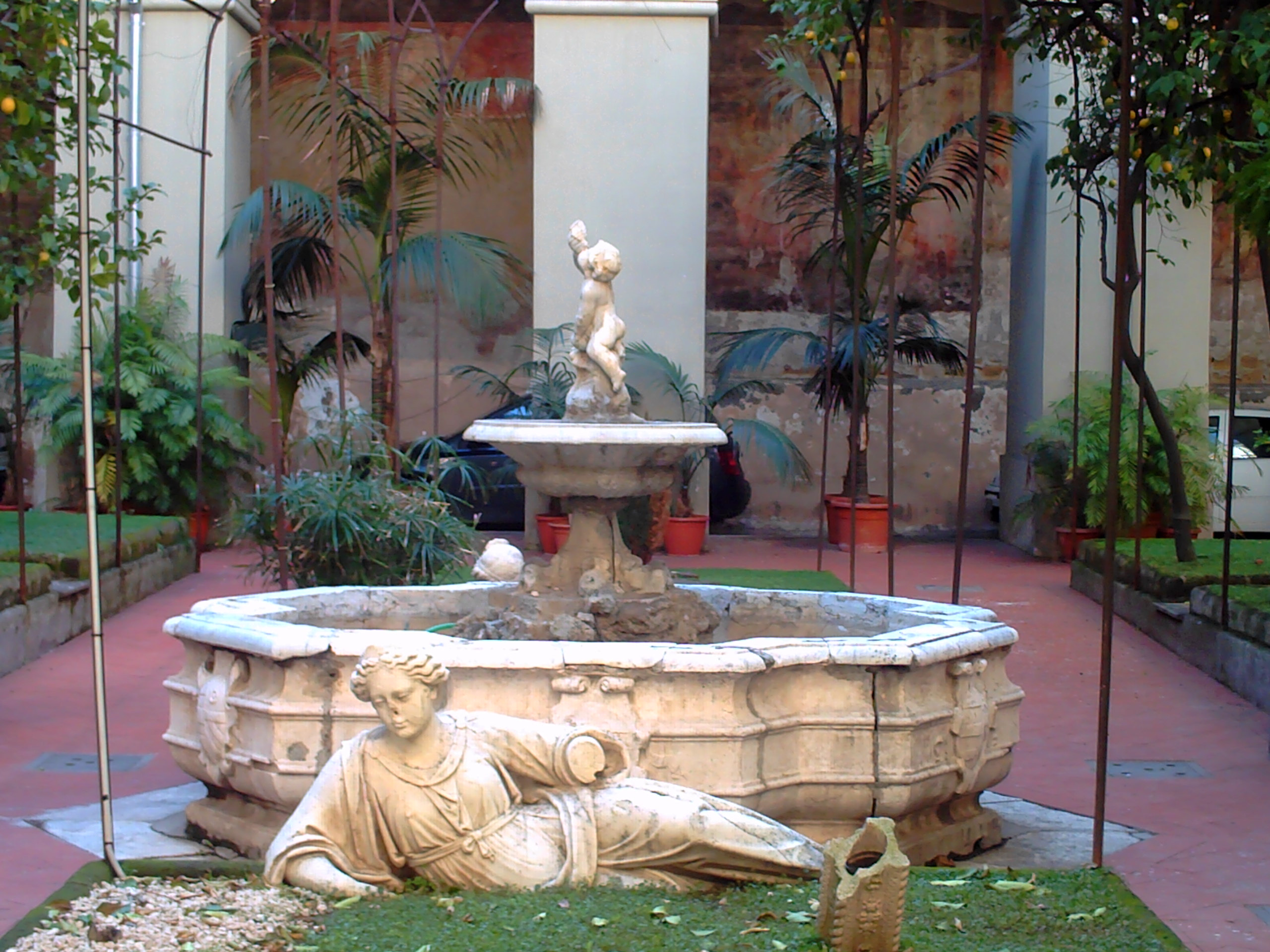
Fontana centrale del chiostro del Carmine Maggiore
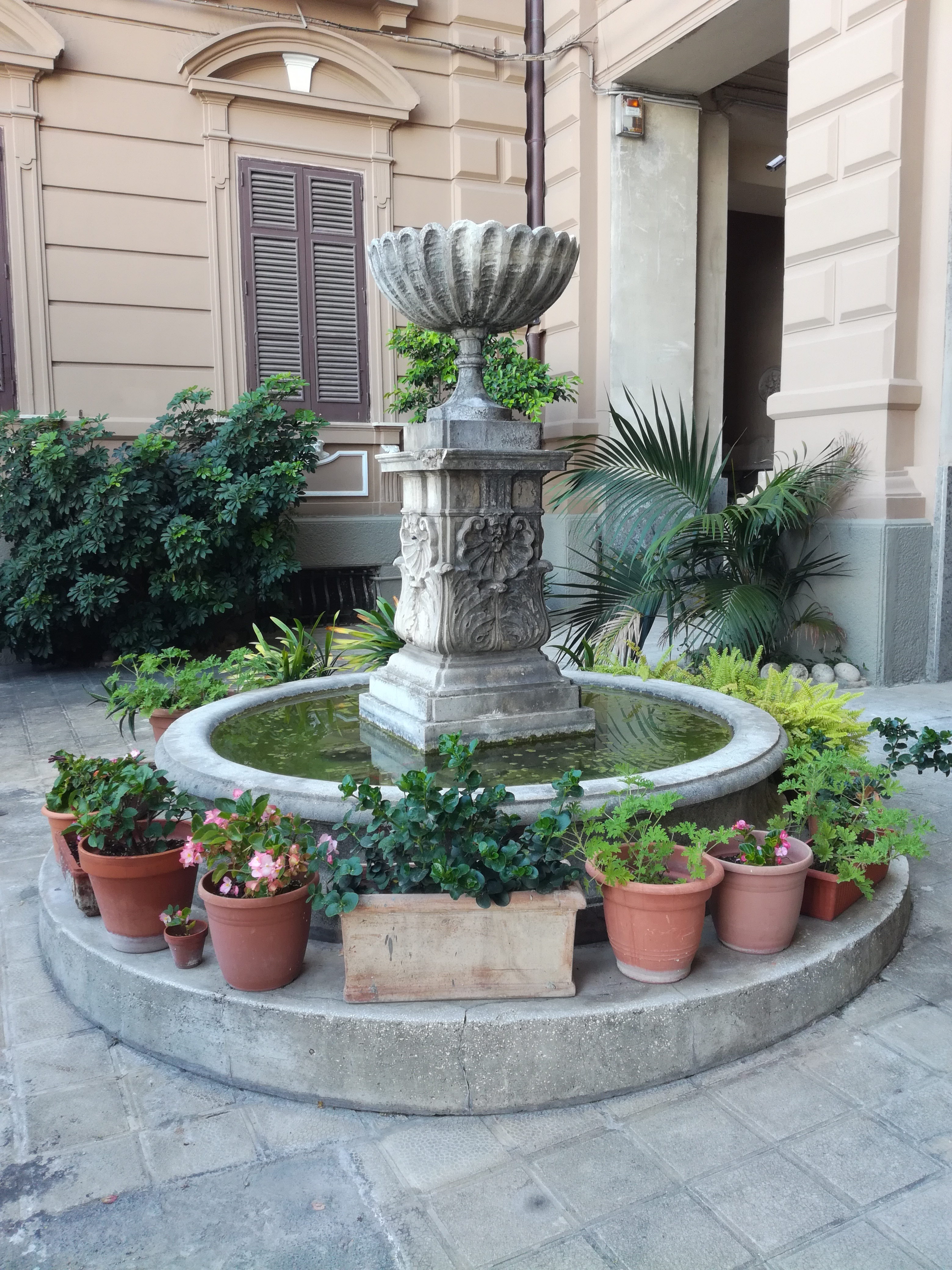
Fontana di palazzo, via Posillipo 290
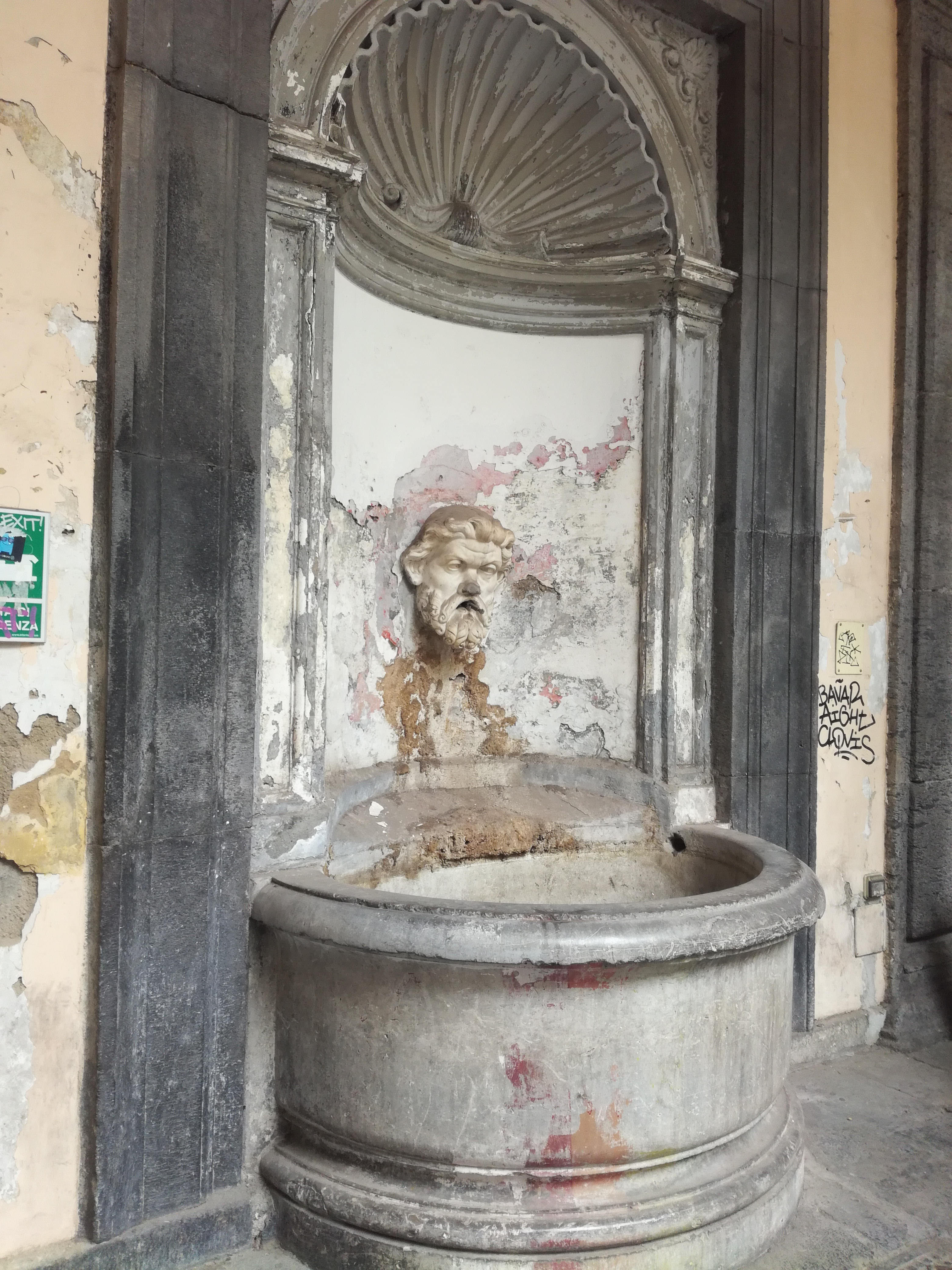
Fontana del cortile di palazzo Gravina (in mediocre stato conservativo)
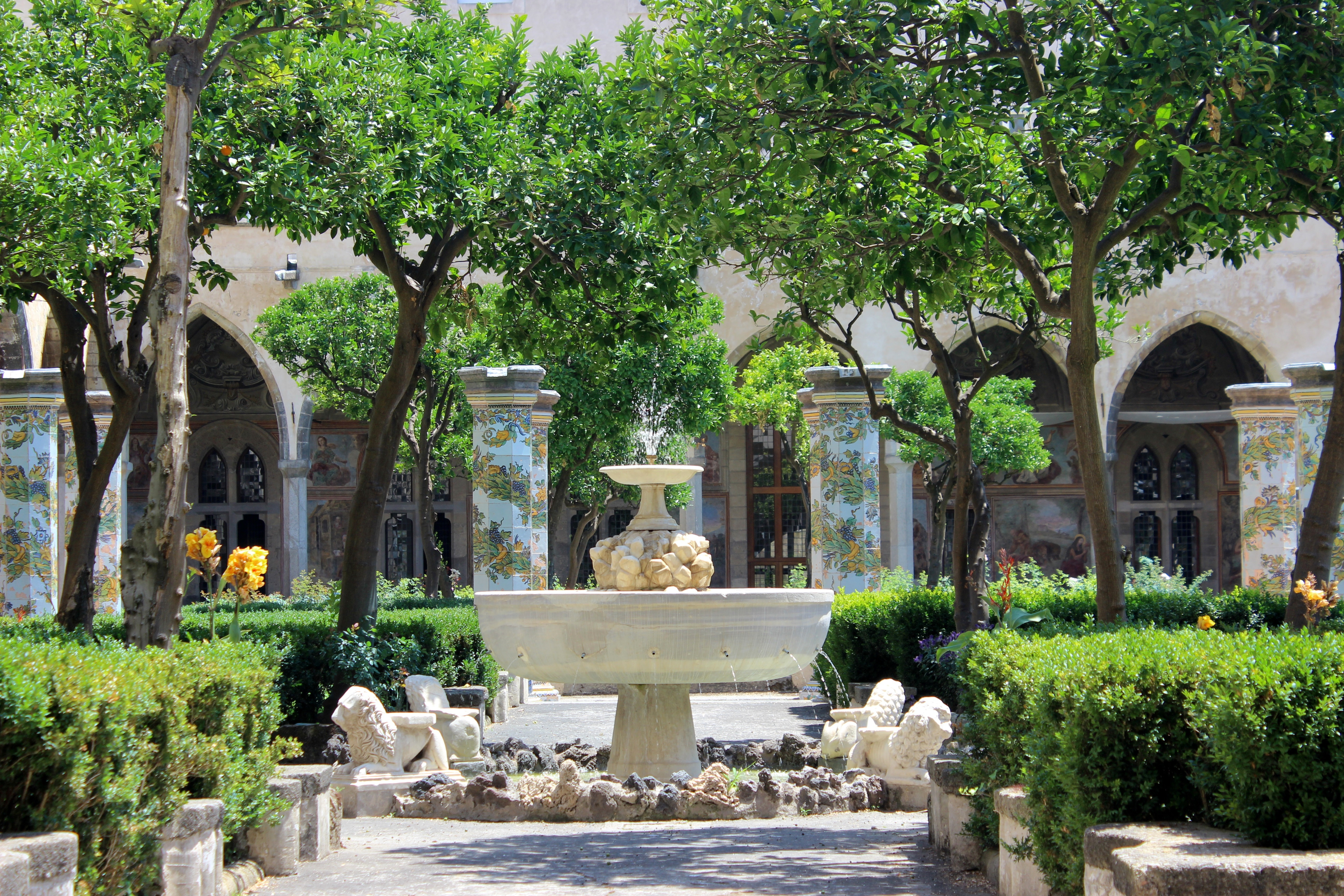
Una delle fontane del monastero di Santa Chiara
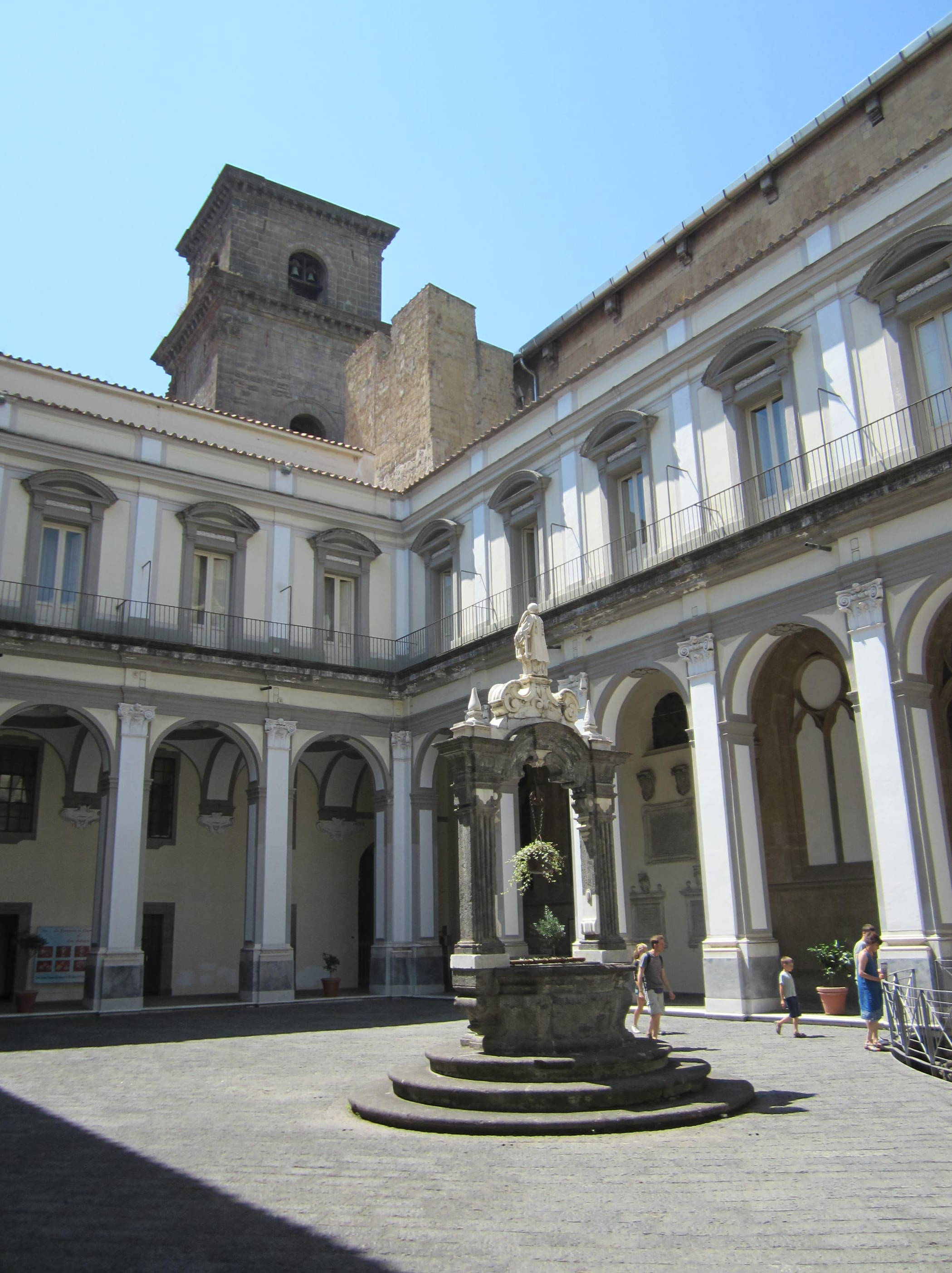
Il pozzo monumentale del chiostro di San Lorenzo Maggiore
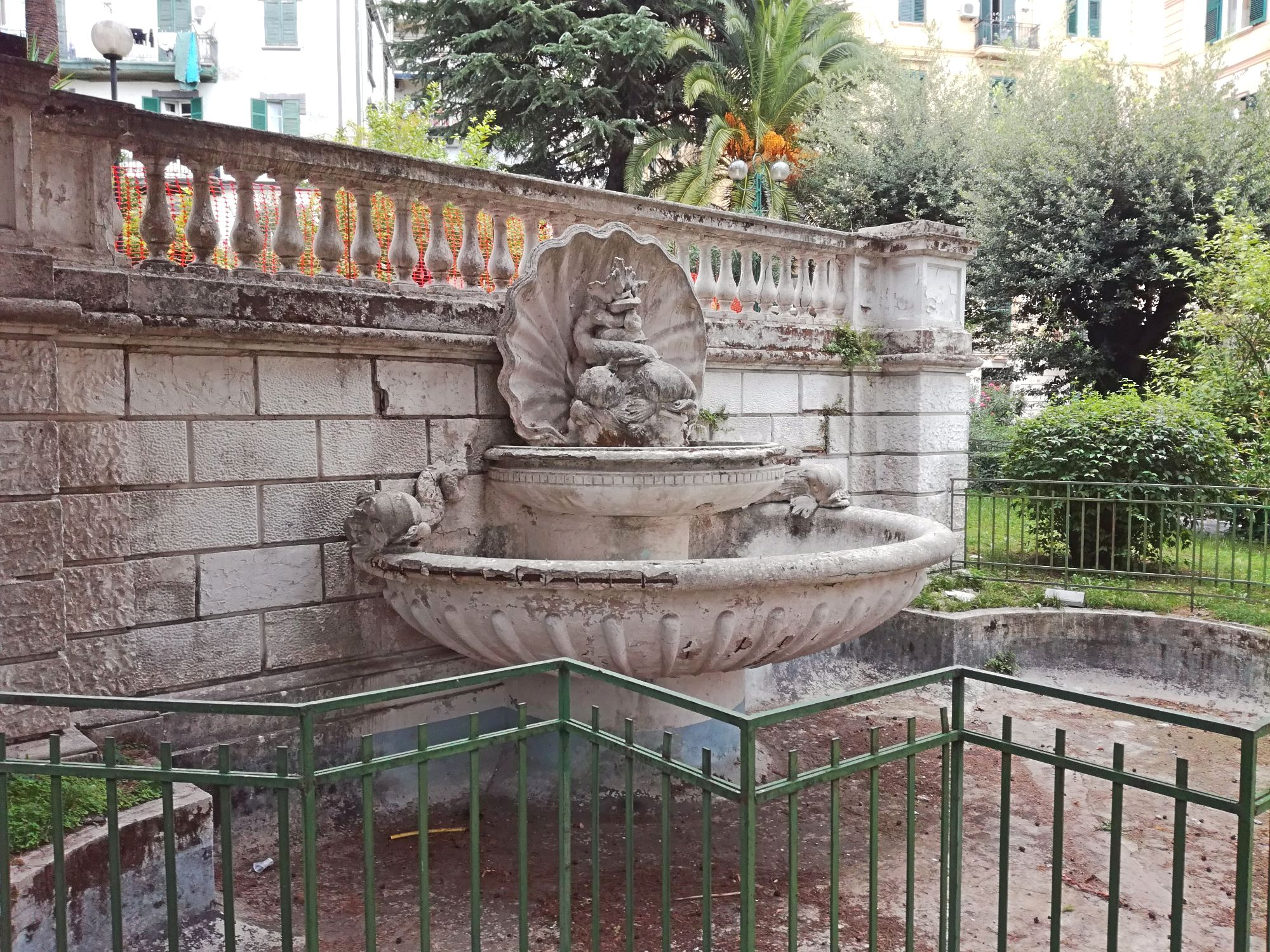
Fontana di parco Marsicano a Materdei (in mediocre stato conservativo)
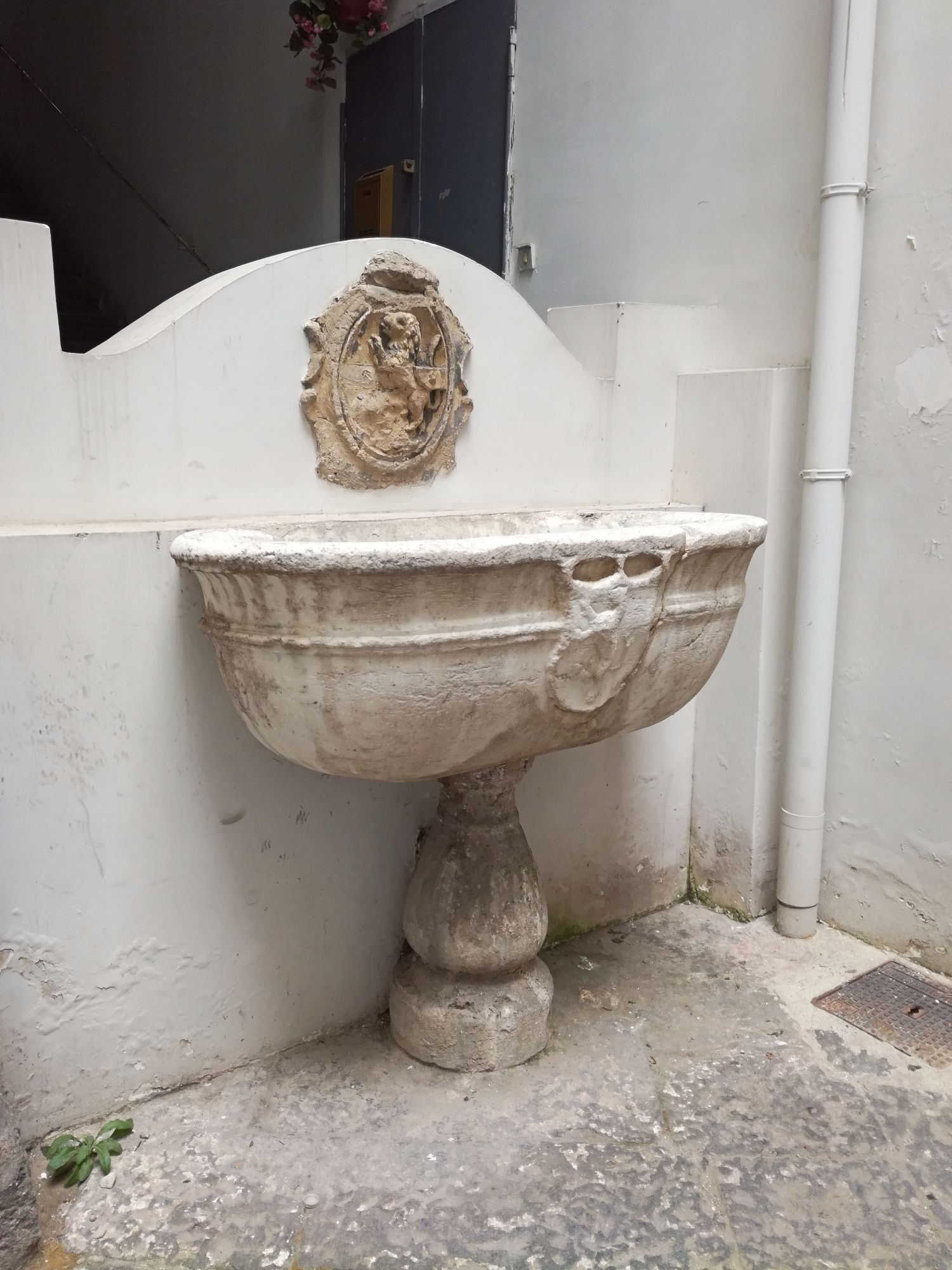
Abbeveratoio per cavalli nel palazzo Carafa di Chiusano in via Tribunali n.181

Altri (elenco incompleto):

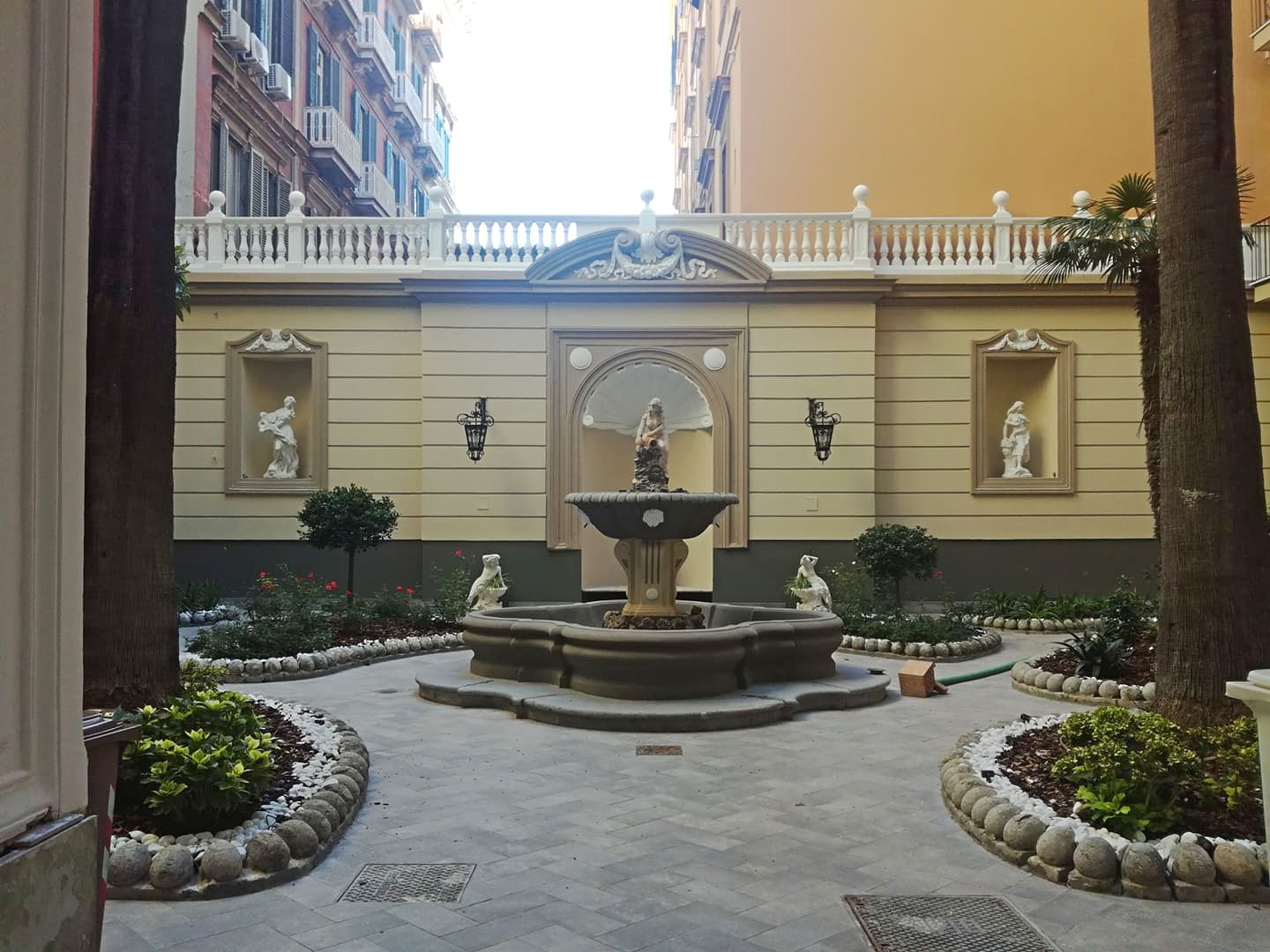
Fontana di palazzo in viale Gramsci 17

- Fontana del giardino della Fontana (MANN)[27]
- Fontana nel chiostro piccolo di Monteoliveto
- Fontana nel chiostro piccolo di San Pietro a Majella
- Fontana nei pressi della chiesa di Santa Maria del Faro a Posillipo (probabilmente nei giardini di una villa storica, di forma circolare e stemmi intorno)
- Fontana di palazzo in via San Nicandro al rione Sanità (civico 27?): piccola vasca rettangolare in piperno e bocca di leone
- Fontane del giardino Orientale del palazzo del MANN
- Fontana dell'acquario di Napoli
- Fontana della Conchiglia di palazzo d'Avalos del Vasto
- Fontane del chiostro dei Santi Marcellino e Festo
- Fontana del chiostro di Sant'Antonio a Posillipo
- Fontana del palazzo dell'Ammiragliato (di Michelangelo Naccherino)
- Fontana-pozzale degli Obelischi nel chiostro di Santa Maria Regina Coeli
- Fontana nel retro della basilica di San Francesco di Paola
- Fontana nel chiostro di San Pietro Martire
- Fontana nel giardino della Facoltà di scienze politiche (complesso di San Marcellino)
- Le "Due fontane" (nel palazzo dei principi di Monaco)
- Pozzale del chiostro della Stella
- Fontana del chiostro grande (certosa di San Martino)
- Fontane all'interno della fabbrica della Torre (Capodimonte)
- Fontana dell'Annunziata (complesso religioso)
- Fontana della Pigna all'Annunziata (complesso ospedaliero)
- Fontana all'interno dell'Orto botanico
- Fontana di Palazzo in corso Vittorio Emanuele n.455
- Fontanella di palazzo in Largo Donnaregina n.4
- Fontana di palazzo Melofioccolo (in vico Melofioccolo, alcuni resti)
- Fontana di palazzo in via Posillipo n.290
- Fontana di palazzo in via San Bartolomeo n.13
- Fontanella di palazzo in via San Severo n.27
- Fontana di palazzo in via Santa Caterina da Siena n. 39
- Fontana di palazzo in piazza Cavour n. 68
- Fontana di Palazzo Carafa di Noja
- Fontana di Palazzo Carbonelli (Corso Secondigliano n.487)
- Fontana di palazzo Cirella
- Fontana del palazzo del Maggiordomo (Molosiglio - Darsena)
- Fontanella del Palazzo Marigliano
- Fontana del Palazzo Montalto di Fragnito
- Fontanelle nel chiostro di Santa Maria della Sanità
- Fontanelle in edifici storici-residenziali in piazza Amedeo
- Fontana edificio storico-residenziale viale Gramsci n. 22
- Fontana edificio storico-residenziale viale Gramsci n. 17
- Fontane del complesso termale di Agnano
- Fontanella-Abbeveratoio di Palazzo Carafa di Chiusano
- Fontanella-Abbeveratoio di palazzo Cattaneo-Barberini
- Fontanella-Abbeveratoio di palazzo Mascambruno
- Fontanella-Abbeveratoio di palazzo Pignatelli di Strongoli
- Fontana di palazzo Amendola-D'Alessandro (via Santa Lucia n.62)
- Fontana di palazzo Calabritto
- Fontana di Capasso Visconti a Secondigliano
- Fontana di palazzo Caracciolo del Sole (via Giuseppe Piazzi)
- Fontana di palazzo Cellammare
- Fontana di Palazzo Ingenuo a Secondigliano
- Fontane di palazzo Ischitella
- Fontana di palazzo Ruffo di Castelcicala
- Fontana di palazzo Salerno
- Fontane di villa Pignatelli
- Fontana del casino della Regina (Capodimonte)
- Fontana del complesso di Santa Maria dei Monti (Ponti Rossi)
- Fontane di villa Floridiana
- Fontana della Fruttiera (giardino della fruttiera di basso, Capodimonte)
- Fontane di villa Lucia (opera di Antonio Niccolini)
- Fontana circolare all'interno del complesso degli Incurabili
- Fontana circolare all'interno del complesso di Sant'Andrea delle Dame
- Fontana/e di villa Bisignano
- Fontana di villa Bivona
- Fontana di villa Giulia
- Fontana di villa Kernot
- Fontana di Villa Morabito (Ponticelli)
- Fontana/e di villa Pignatelli di Monteleone
- Fontana di Villa Spinelli di Scalea
- Fontana a via dei Griffi all'interno di un palazzo di fronte alla chiesa di Santa Barbara dei Marinai
- Fontana di villa Colonna Bandini
- Abbeveratoio per cavalli nel cortile di palazzo Guevara di Bovino
- Fontanella di palazzo Carafa d'Andria a Pizzofalcone
- Fontana del villino Gemma
- Fontana del Fungo a Palazzo Nanà (Piazza Nicola Amore)
- Fontana del Palazzo in via Matteo Renato Imbriani n.148
- Fontana di Villa Torelli (via Capodimonte 27A)
- Fontana del Palazzo in via Vincenzo Gemito n.64
- Fontana di Villa Amelia (via Torquato Tasso n.430A)

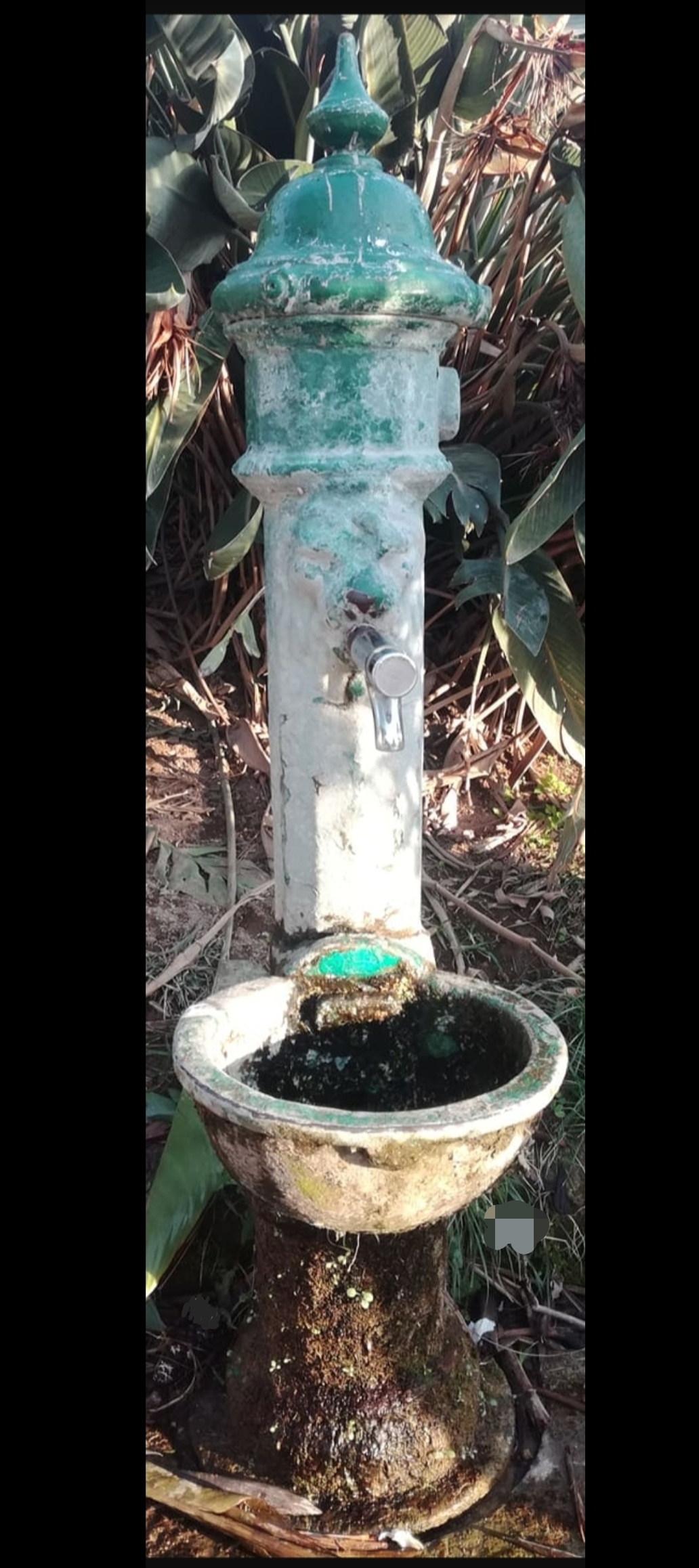
Una fontanella Leonina

## Fontanelle
Numerosissime sono le piccole fontanelle; esse, di metallo o ghisa, e perlopiù di forma cilindrica, si trovano solitamente nei parchi della città. Alcune sono caratterizzate da teste leonine poste più o meno alla sommità del cilindro. All'inizio del XXI secolo le opere di riqualificazione urbana hanno ulteriormente incrementato il loro numero.

## Le nuove fontane (dalla seconda metà del XX secolo fino ai giorni odierni)
Nel secondo dopoguerra vennero costruite altre fontane. Sono degli anni cinquanta gli esempi più rilevanti di questo periodo, la monumentale fontana del Carciofo già citata precedentemente e le fontane di piazza Municipio (sia le quattro tazze dirimpettaie a Palazzo San Giacomo, sia la fontana rettangolare locata nei giardinetti di fronte al teatro Mercadante, oggi rimosse per i lavori della stazione della metropolitana).
Altre rilevanti costruzioni di fontane si ebbero poi negli anni novanta, con la realizzazione del Centro direzionale ad opera di Kenzō Tange. La più imponente di queste è la fontana di piazza Salerno.
Tuttavia, anche negli ultimi anni, gli interventi di riordino e nuovo arredo urbano hanno donato alla città nuove fontane, solo per illustrarne alcune:

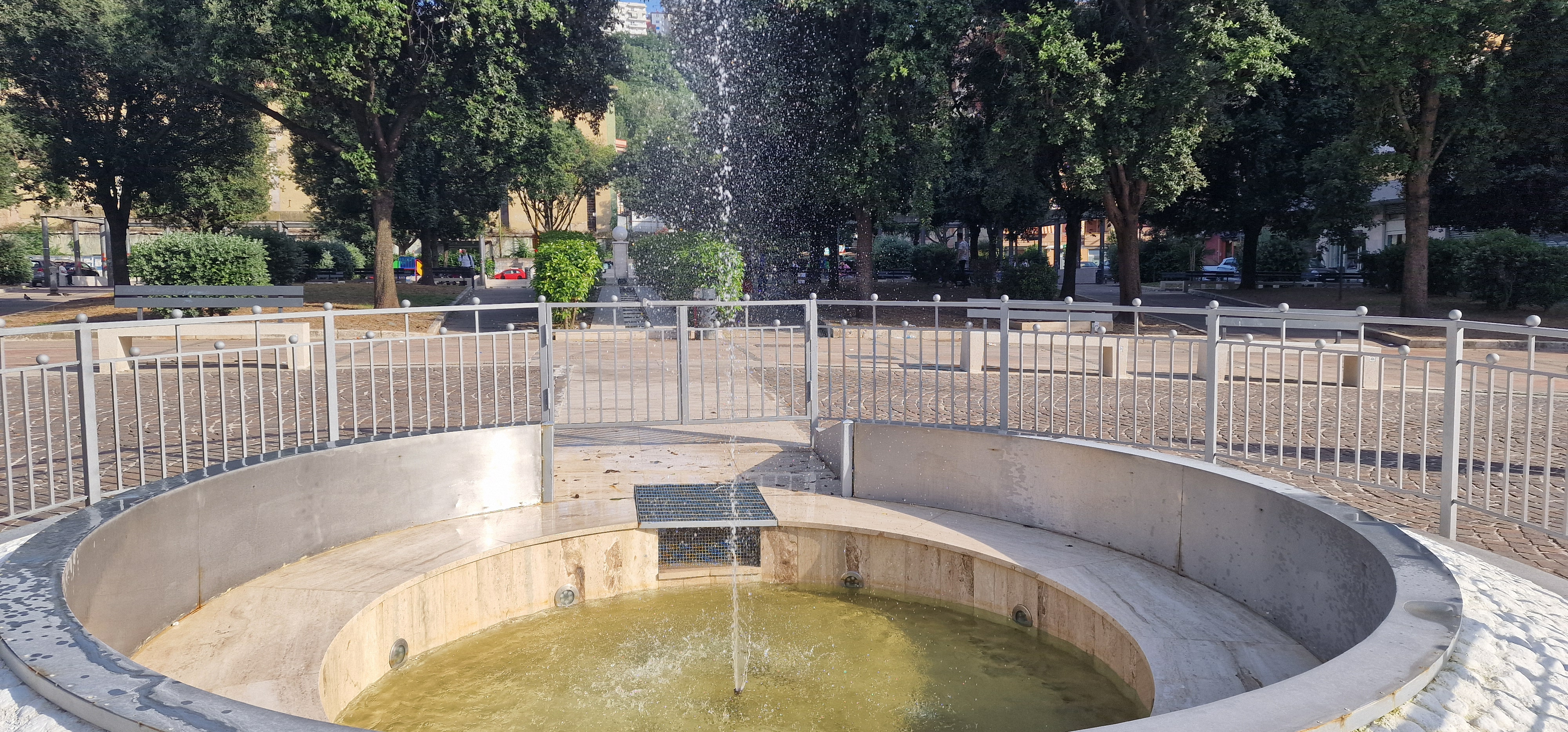
Fontana di piazza Italia
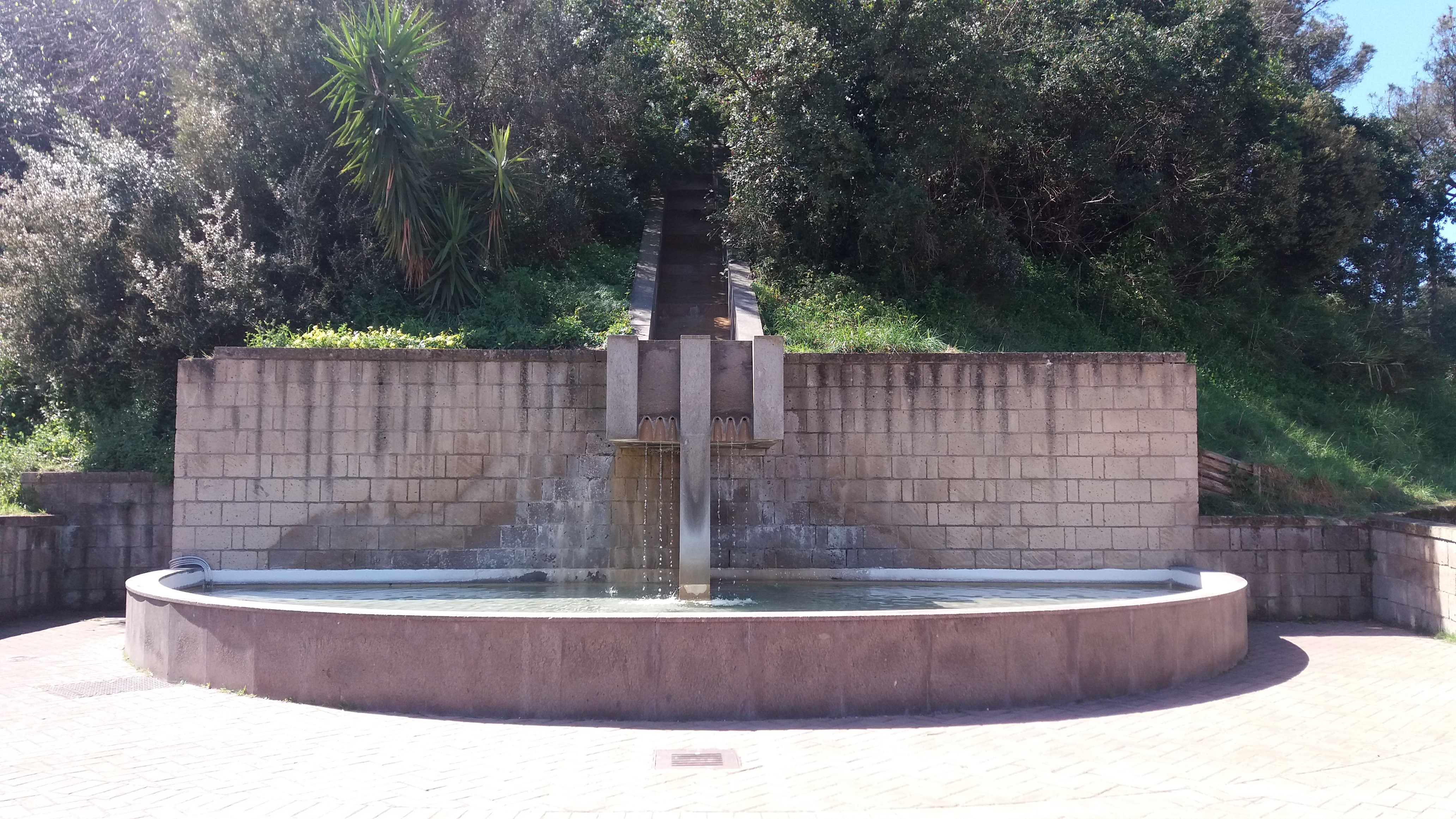
Fontana del parco Virgiliano
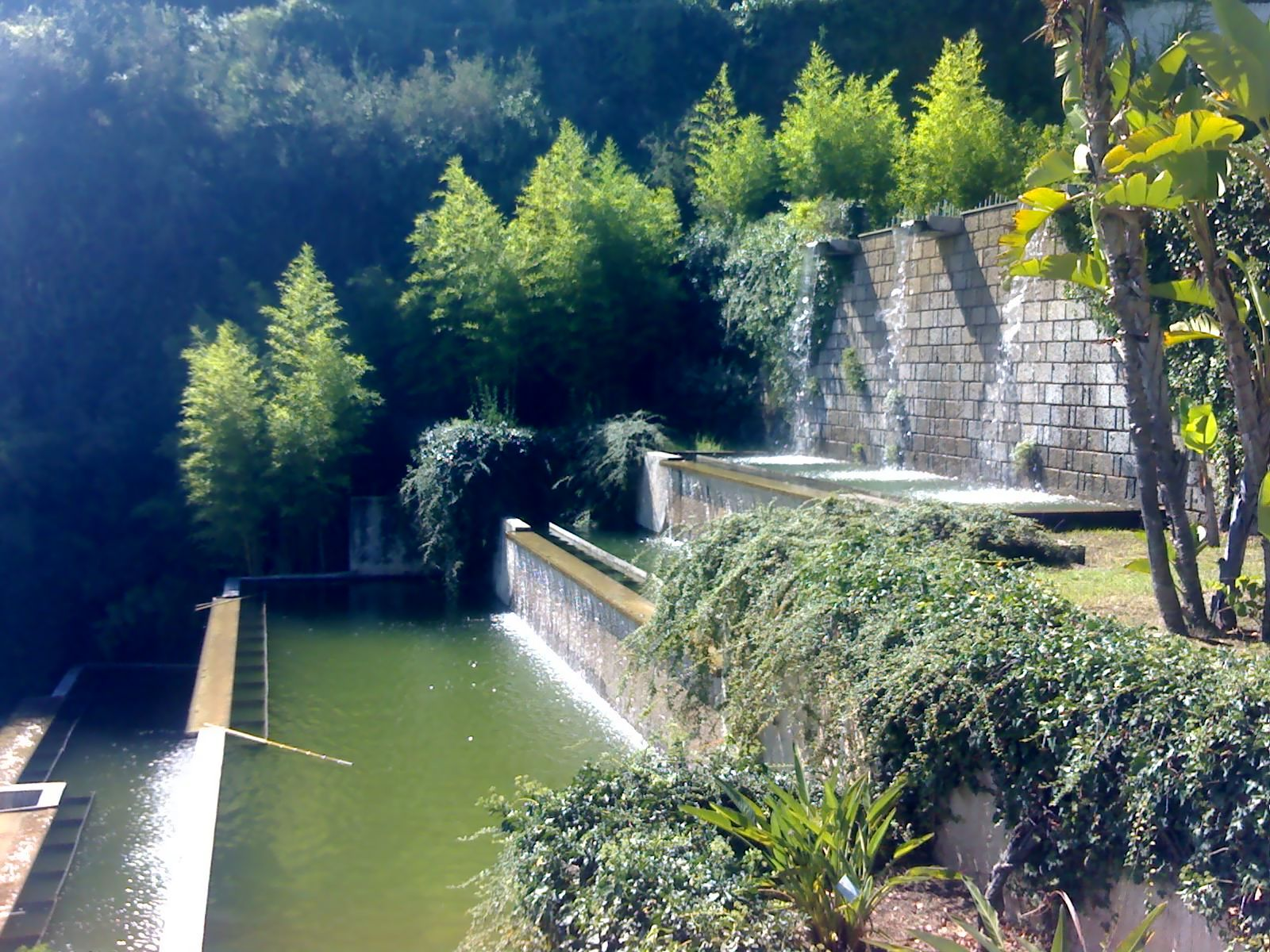
Fontana a cascata del parco del Poggio
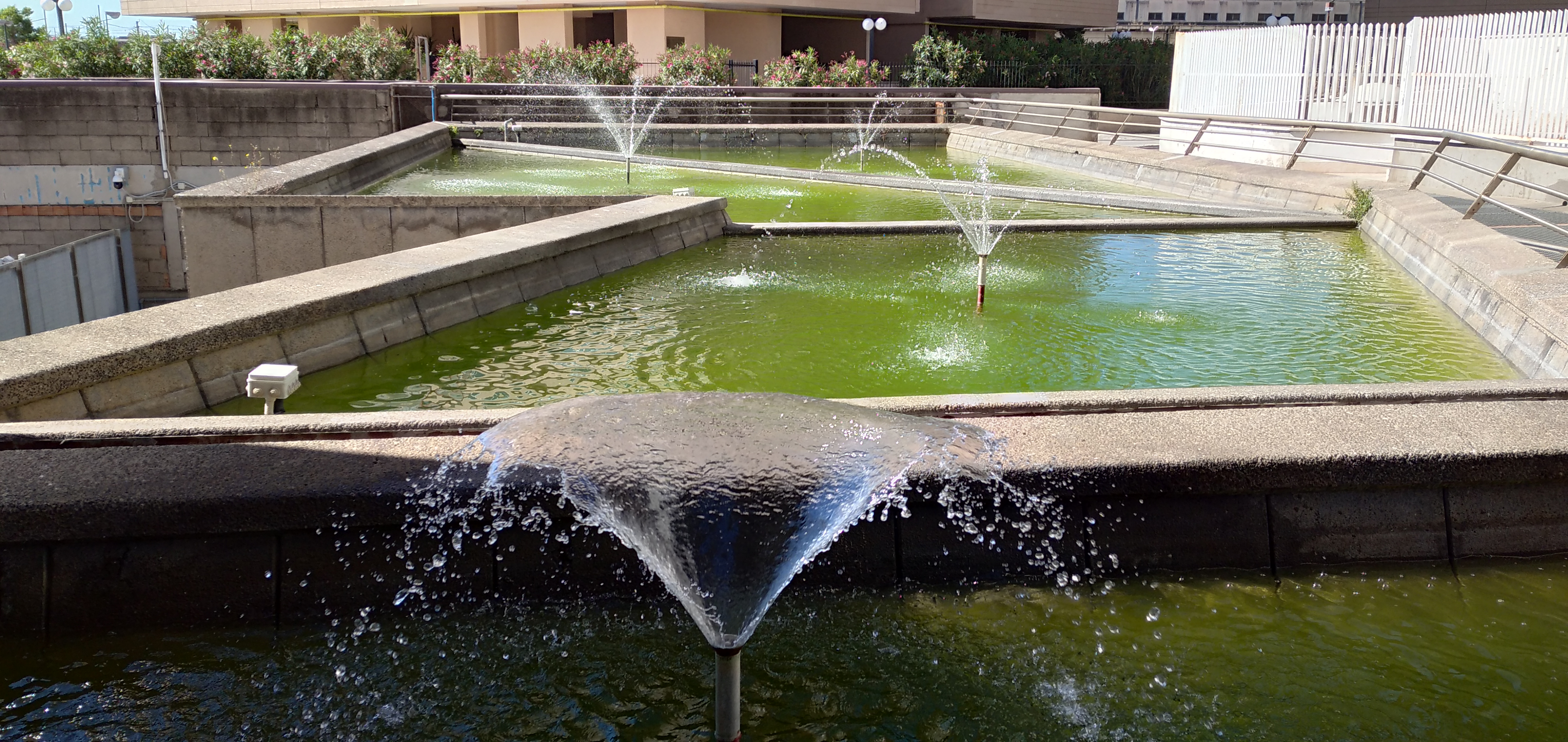
Una delle fontane del CDN

Altre (elenco incompleto)
- Fontane di Secondigliano
- Fontana della Lava dei Vergini (situata in via Vergini)
- Fontana Itaca (in via Alessandro Scarlatti)
- Fontana dell'ARIN (situata lungo via Argine, presso la sede dell'azienda idrica municipale)
- Fontana della Sirena (Stazione Centrale)[28].